# X-Factor: Das Unfassbare
X-Factor: Das Unfassbare (Originaltitel: Beyond Belief: Fact or Fiction) ist eine Anthologie-Mystery-Fernsehserie des US-amerikanischen Senders Fox, die von 1997 bis 2002 sowie seit 2021 produziert wird. In der ersten Staffel wurde X-Factor: Das Unfassbare vom US-Schauspieler James Brolin moderiert. Ab der zweiten Staffel, 1998, wurde Brolin durch Jonathan Frakes abgelöst. In Deutschland wird sie vom Privatfernsehsender RTL II ausgestrahlt, in Österreich von Puls 4.
Im Herbst 2021 wurde bekannt, dass es neue Geschichten von X-Factor: Das Unfassbare geben wird. Die neue Episode wurde von Jonathan Frakes moderiert und am 31. Oktober 2021 ausgestrahlt. Produziert wurde die Episode von RTL II, Wiedemann & Berg sowie Superama Filmproduktion. Sie wurde in den USA und in Deutschland produziert. Zwei weitere neue Episoden wurden am 30. Oktober 2022 ausgestrahlt. Anlässlich des 30-jährigen Jubiläums von RTL II wurden am 5. März 2023 zwei weitere Episoden ausgestrahlt. Zudem wurden noch vier weitere Episoden produziert, die sich der Sender für spätere Anlässe vorbehält.
Am 11. September 2023 wurde bekannt, dass trotz des Autorenstreiks in den USA 8 weitere Folgen produziert werden konnten. In den neuen Folgen sollen unter anderem Danny Trejo und Corey Feldman als Darsteller in den Geschichten zu sehen sein. Ein Veröffentlichungstermin steht jedoch noch aus.

## Aufbau und Inhalt
In X-Factor: Das Unfassbare werden in jeder Folge fünf mysteriöse Geschichten gezeigt, die jeweils entweder an wahre Begebenheiten angelehnt sind oder von den Autoren der Serie frei erfunden wurden. Der Moderator der Sendung leitet jede Folge mit einer optischen Täuschung ein, die den schmalen Grat zwischen Wahrheit und Fiktion (so das Thema der Sendung) beschreiben soll. Nach jeder Geschichte bietet der Moderator dem Zuschauer Erklärungsmöglichkeiten für diese unglaubliche Situation und hinterfragt diese gleichzeitig. Der Zuschauer kann am Ende der Sendung raten, welche der fünf Geschichten wahr und welche falsch sind. Anders als in der Originalfassung und anderen internationalen Versionen der Serie wurde in der deutschen Version der Erzähler, welcher einen festen Bestandteil der Sendung darstellte, entfernt und durch Überblenden ersetzt. Dieser gab vor jeder Kurzgeschichte bekannt, was darin zu sehen sein wird bzw. ob eine Werbepause folgte. Des Weiteren vertonte dieser auch den Vorspann. Im Englischen wird der Erzähler in den ersten drei Staffeln von Don LaFontaine gesprochen, in der vierten und letzten Staffel von Campbell Lane.
Ob die als wahr bezeichneten Geschichten auch tatsächlich so passiert sind, ist meist unklar, da diese kaum von unabhängiger Seite zu beweisen sind, so etwa die häufig erzählten Geistererscheinungen. Die Begebenheiten lassen sich schwer überprüfen, da die Angaben der Sendung zu Raum und Zeit des Geschehnisses ungenau sind. Meist sind die Quellenangaben sehr ungenau und beschränken sich auf eine geographische Region, die mehrere US-Bundesstaaten umschließt, und ein Jahrzehnt, etwa die US-amerikanische Ostküste in den späten 1970er-Jahren. Weitere Geschichten handeln von den Banditen Frank und Jesse James, von Abraham Lincoln, Robert Todd Lincoln, John Wilkes Booth und Edwin Booth. Die Grundlagen einiger Geschichten sollen aus Büchern des Autors Robert Tralins stammen.
Im deutschsprachigen Raum erfreut sich die Serie bis heute großer Beliebtheit, was sogar dazu führte, dass die dritte und vierte Staffel in Deutschland noch vor der US-Premiere synchronisiert ausgestrahlt wurden. Für die vierte Staffel wurde aufgrund der großen Popularität darüber hinaus auch ein eigener Vorspann für die deutsche Version erstellt. Hierbei wurde die originale Titelmusik entfernt und stattdessen Under Investigation I von Simon Russell verwendet.
2012, nach über 14 Jahren Wiederholung, wurde festgestellt, dass die Sendung durch die Vermischung von Wahrheit und Fiktion und der Deklaration bestimmter Episoden als wahr jugendgefährdend ist und die Entwicklung von Unterzwölfjährigen beeinträchtigt. Als besonders Angst einflößend gelten dabei die Episoden Rote Augen und Die Frau im Spiegel.

### Beispielhafte, als wahr deklarierte Geschichten
Eine exemplarische Auflistung von Geschichten, die in der Sendung als auf wahren Begebenheiten basierend bezeichnet werden:
- Die Geschichte Die Titan (Titan), die von dem Roman Titan und dessen Parallelen zu dem Untergang der Titanic handelt, welcher 14 Jahre davor erschien.
- Die Geschichte Lobet den Herrn (A Joyful Noise), in der sämtliche Mitglieder eines Kirchenchores zu spät zu einer Chorprobe kamen und so einer Gasexplosion in der Kirche entgingen. Etwas Derartiges ereignete sich am 1. März 1950 in der West Side Baptist Church in Beatrice, Nebraska. Die Wahrscheinlichkeit für so einen Zufall wird etwa mit 1 zu 1.000.000 angegeben.[13]
- Die Geschichte Das Begräbnis (The Burial), nach welcher, die Mutter des Konföderierten-Generals Robert Edward Lee etwa ein Jahr vor dessen Geburt nach einer plötzlichen und vermeintlich tödlich verlaufenen Krankheit für tot erklärt wurde, beerdigt werden sollte und vor der Bestattung aus einem komatösen Schlaf erwachte. Tatsächlich gibt es Berichte, dass Anne Hill Carter Lee etwas Derartiges widerfahren sein soll. Allerdings ist nicht klar nachvollziehbar, ob es sich dabei um ein tatsächliches Ereignis oder nur eine urbane Legende handelt.[14][15][16]
- Die Geschichte Der Fluch des Herrenhauses (The Curse of Hampton Manor) basiert auf Ereignissen im Zusammenhang mit dem Anwesen Dunnellen Hall, das 1983 von Harry und Leona Helmsley gekauft wurde. Mehrere vorherige Eigentümer des Anwesens verloren durch plötzlich eingetretene unglückliche Umstände ihr Vermögen.[17][18] Aber anders als in der Geschichte dargestellt, starb die als Vorlage für die Maklerin Bev dienende Leona Helmsley nicht in der Badewanne, sondern lebte noch bis 2007.
- Die Geschichte Der Schlafwandler (Malibu Cop) handelt von einem Polizisten, der beim Schlafwandeln seine Nachbarin tötet und sich anschließend selbst überführt. Etwas Derartiges ereignete sich 1887 im Norden Frankreichs, als der Pariser Polizist Robert Ledru während des Schlafwandelns einen anderen Menschen erschoss. Er stellte sich und verbrachte den Rest seines Lebens unter Beobachtung.[19][20]
- In der Geschichte Graffiti (Graffiti) tauchen in einer Schule zwei Tage vor dem japanischen Überfall auf Pearl Harbor überall die Worte Remember Pearl Harbor auf. Am 30. Juni 1957 berichtete eine Zeitung, dass zwei Jahre vor dem Angriff jemand die Worte Remember Pearl Harbor mit Kreide auf den Bürgersteig vor einer Schule in Owensville, Indiana geschrieben habe und betitelt dies als Vorhersage.[21][22] Im Unterschied zur Episode wurde der Text nur ein einziges Mal geschrieben und nicht massenhaft.
- Die Geschichte Zimmer 245 (Room 245), in der die Mutter einer Frau spurlos verschwindet und diese Frau anschließend zornig und verzweifelt wird, weil sich niemand an ihre Mutter erinnern kann, basiert auf einem Zwischenfall, der sich während der Weltausstellung 1889 in Paris ereignet haben soll. Der Vorfall diente bereits den Filmen Unheimliche Geschichten von 1919, Verwehte Spuren von 1938 und Paris um Mitternacht von 1950 sowie der Folge The Vanishing Lady von 1955 der Serie Alfred Hitchcock präsentiert als Vorlage und ist nur eine Moderne Sage. Es ist anzunehmen, dass dieses Vorkommnis niemals passierte.[23][24][25]
- Die Geschichte Friedhof der Kuschelkatzen (Precious), in der eine verstorbene Katze auf einem aktuellen Foto auftaucht, ähnelt einer Geschichte, die in dem Anfang der 1990er Jahre erschienenen Buch World’s strangest ”true“ ghost stories des Autors John Macklin vorkommt. Der Autor hat darin keine Quellen genannt.[26]
- Die Geschichte Das Zirkuspferd (Count Mystery) handelt von einem hellseherisch veranlagten Pferd. Mitte des 20. Jahrhunderts gab es ein Pferd, Lady Wonder, dem diese Fähigkeit nachgesagt wurde.[27][28]
- Die blutige Hand (The Wall) ist eine Geschichte, in der der Handabdruck eines gewaltsam in der Untersuchungshaft zu Tode gekommenen unschuldigen Verdächtigen auch mit aufwendigsten Mitteln nicht entfernt werden kann. So ein Handabdruck ist eine Attraktion im Old Jail Museum in Jim Thorpe, Pennsylvania. Der Handabdruck soll von einem Mitglied der Molly Maguires stammen.[29] Von einem mysteriösen Todesfall oder einem Verschwinden des Handabdrucks, wie in der X-Factor-Geschichte erzählt wird, wird jedoch nichts berichtet.
- Die Geschichte Der Pokerspieler (Poker Justice) basiert auf einem Zwischenfall, der sich 1858 in San Francisco ereignet hat. Der Pokerspieler Robert Fallon wurde damals von einem Mitspieler erschossen und sein Pott von einer Person übernommen, die man zufällig auf der Straße auflas. Diese Person schaffte es den Pott von 600 US-Dollar zu 2200 US-Dollar zu vermehren und stellte sich nach dem Eintreffen der Polizei als Sohn des Verstorbenen heraus.[30][31][32]
- In der Geschichte Die Feuerwache (Firestation 32) ruft ein toter Junge die Feuerwehr zu einem Brandherd. Eine Geschichte mit einer entfernten Ähnlichkeit findet sich in dem Buch Strange Events Beyond Human Understanding des Autors Robert Tralins, der an X-Factor mitgewirkt hat.[33]
- Die Geschichte Rote Augen (Red Eyed Creature), in der eine mysteriöse, rotäugige geistähnliche Erscheinung in einer Küche gesehen wird und Personen erschreckt findet ihre Vorlage in einer ähnlichen Geschichte mit anderen Protagonisten aber einem vergleichbaren Ablauf. Sie erschien in den 1990ern im Fate-Magazin.[34]
- Die Geschichte Zwei Schwestern (Two Sisters), in der eine Braut ein Brautkleid trägt, das sie ihrer verstorbenen und in diesem Kleid beerdigten Schwester entwendet hat und am Altar tot zusammenbricht, weil sie gegen das Leichenbalsam allergisch war, ist eine Variation der urbanen Legende des „tödlichen Kleids“, die in den USA seit den 1940er Jahren verbreitet ist. Demnach kauft eine junge Frau ein Kleid, das zuvor eine Leiche bekleidete, und stirbt in Folge eines allergischen Schocks. Es ist unklar, wie und wann sich dies genau zugetragen haben soll, und es gibt keine Beweise, dass es je passiert ist.[35]
- Das Erbe (Last Rites) ist ein Beitrag, in dem eine Frau als einzige eine Trauerfeier besuchte und von dem Verstorbenen sein gesamtes Vermögen erbt, da der Erblasser verfügt hatte, sein Erbe solle unter den Gästen seiner Trauerfeier aufgeteilt werden. Ähnliche Geschichten, bei denen der einzige Gast einer Trauerfeier ein großes Erbe erhält, sind seit mindestens 1986 verbreitet; bekannt ist insbesondere eine ab 1996 unter anderem von der Bild-Zeitung verbreitete Version, in der ein spanischer Geschäftsmann in Schweden (in anderen Versionen in Polen) als zufälliger Passant eine Trauerfeier ohne Gäste besuchte und dadurch ein gewaltiges Geldvermögen erlangt. Bewiesen werden konnte dies jedoch nicht; es ist anzunehmen, dass es sich um eine urbane Legende handelt.[36]
- Die in den 1960ern spielende Geschichte Keine Sympathie für den Teufel (No Sympathy for the Devil) ist offenbar lose an den Unfalltod von Jayne Mansfield und ihre Verbindungen zur Church of Satan angelehnt.

## Folgenübersicht
Titel von als wahr bezeichneten Geschichten sind im Folgenden fett geschrieben.
| Nr.                   | Nr.              | Geschichten | Geschichten                                                                                        | Erstausstrahlung in den USA                                                  | Erstausstrahlung in Deutschland | Beteiligte Personen                                                                                             | Beteiligte Personen | Beteiligte Personen |
| ges.                  | St.              | Deutsch | Englisch                                                                                           | Erstausstrahlung in den USA                                                  | Erstausstrahlung in Deutschland | Aufnahmeleitung                                                                                                 | Drehbuch | Darsteller (Rolle) |
| Staffel 1 (1997)      | Staffel 1 (1997) | Staffel 1 (1997) | Staffel 1 (1997)                                                                                   | Staffel 1 (1997)                                                             | Staffel 1 (1997)                | Staffel 1 (1997)                                                                                                | Staffel 1 (1997) | Staffel 1 (1997) |
| --------------------- | ---------------- | --- | -------------------------------------------------------------------------------------------------- | ---------------------------------------------------------------------------- | ------------------------------- | --- | --- | --- |
| 01                    | 01               | Die Frau im Spiegel | The Apparition                                                                                     | 25. Mai 1997                                                                 | 4. November 1998                | Alison Macean Dan Jackson Skip Schoolnik John Hart Angelo Chris Taylor                                          | Scott Peters Thomas C. Chapman (2, 3) Paul Chitlik J. Larry Carroll & David Bennett Carren                                               | Toni Kalem, David Underwood, Jean St. James, Elayn Taylor                                                                                        |
| 01                    | 01               | Der elektrische Stuhl | The Electric Chair                                                                                 | 25. Mai 1997                                                                 | 4. November 1998                | Alison Macean Dan Jackson Skip Schoolnik John Hart Angelo Chris Taylor                                          | Scott Peters Thomas C. Chapman (2, 3) Paul Chitlik J. Larry Carroll & David Bennett Carren                                               | Tim DeZarn, Kevin Jackson, Raymond Lynch, Roger Hampton, Gary Imhoff                                                                             |
| 01                    | 01               | Die Bluessängerin | On the Road                                                                                        | 25. Mai 1997                                                                 | 4. November 1998                | Alison Macean Dan Jackson Skip Schoolnik John Hart Angelo Chris Taylor                                          | Scott Peters Thomas C. Chapman (2, 3) Paul Chitlik J. Larry Carroll & David Bennett Carren                                               | Thom Barry, Persia White, Stefanie Spruill |
| 01                    | 01               | Der Hochzeitstag | Number One With a Bullet                                                                           | 25. Mai 1997                                                                 | 4. November 1998                | Alison Macean Dan Jackson Skip Schoolnik John Hart Angelo Chris Taylor                                          | Scott Peters Thomas C. Chapman (2, 3) Paul Chitlik J. Larry Carroll & David Bennett Carren                                               | Danielle Nicolet, Laura Stockman, Al Sapienza, Raquel Gardner                                                                                    |
| 01                    | 01               | Das Traumhaus | Dream House                                                                                        | 25. Mai 1997                                                                 | 4. November 1998                | Alison Macean Dan Jackson Skip Schoolnik John Hart Angelo Chris Taylor                                          | Scott Peters Thomas C. Chapman (2, 3) Paul Chitlik J. Larry Carroll & David Bennett Carren                                               | Jennifer Tighe, David Andriole, Maray Ayres, Shannon Wilcox                                                                                      |
| 02                    | 02               | Die Medaillen | The Viewing                                                                                        | 1. Juni 1997                                                                 | 11. November 1998               | Daniel J. Caruso Allison Liddi Marty Pasetta, Jr. Skip Schoolnik Jack Hart Angelo                               | Scott Peters David Bennett Carren & J. Larry Carroll Leslye A. Gustat & Sol Feldman (3–5)                                                | Eric Christian Olsen, Rance Howard, Jim Metzler, Kitty Swink, Jean Speegle Howard, Caleb White                                                   |
| 02                    | 02               | U-Bahn ins Nirgendwo | The Subway                                                                                         | 1. Juni 1997                                                                 | 11. November 1998               | Daniel J. Caruso Allison Liddi Marty Pasetta, Jr. Skip Schoolnik Jack Hart Angelo                               | Scott Peters David Bennett Carren & J. Larry Carroll Leslye A. Gustat & Sol Feldman (3–5)                                                | Jazsmin Lewis, Dwayne L. Barnes, Laura James, Tony Ervolina                                                                                      |
| 02                    | 02               | Monster im Schrank | Kid in the Closet                                                                                  | 1. Juni 1997                                                                 | 11. November 1998               | Daniel J. Caruso Allison Liddi Marty Pasetta, Jr. Skip Schoolnik Jack Hart Angelo                               | Scott Peters David Bennett Carren & J. Larry Carroll Leslye A. Gustat & Sol Feldman (3–5)                                                | Daphne Ashbrook, Jordon Blake Warkol, Josh Wolford, Haven Hartman, Del Zamora, Tabby Hanson, Colin MacDonald                                     |
| 02                    | 02               | Der Mordprozess | Justice is Served                                                                                  | 1. Juni 1997                                                                 | 11. November 1998               | Daniel J. Caruso Allison Liddi Marty Pasetta, Jr. Skip Schoolnik Jack Hart Angelo                               | Scott Peters David Bennett Carren & J. Larry Carroll Leslye A. Gustat & Sol Feldman (3–5)                                                | John Furey, Terri Hanauer, Carmen Zapata, Terry Bozeman, Leslie Bevis, Joe Basile, Conrad Bachmann, Louis Dauber                                 |
| 02                    | 02               | Der Traktor | The Tractor                                                                                        | 1. Juni 1997                                                                 | 11. November 1998               | Daniel J. Caruso Allison Liddi Marty Pasetta, Jr. Skip Schoolnik Jack Hart Angelo                               | Scott Peters David Bennett Carren & J. Larry Carroll Leslye A. Gustat & Sol Feldman (3–5)                                                | Max Gail, Jr., Trixia Leigh Fisher, Joe Howard                                                                                                   |
| 03                    | 03               | Die Prophezeiung | The Prophecy                                                                                       | 8. Juni 1997                                                                 | 18. November 1998               | Daniel J. Caruso Dan Jackson Chris Taylor Marty Pasetta, Jr. (4, 5)                                             | Leslye A. Gustat & Sol Feldman (1, 4, 5) Scott Peters Naomi Janzen                                                                       | Marisa Coughlan, J. Robin Miller, Alissa Ann Smego                                                                                               |
| 03                    | 03               | Der Stubenhocker | Couch Potato                                                                                       | 8. Juni 1997                                                                 | 18. November 1998               | Daniel J. Caruso Dan Jackson Chris Taylor Marty Pasetta, Jr. (4, 5)                                             | Leslye A. Gustat & Sol Feldman (1, 4, 5) Scott Peters Naomi Janzen                                                                       | Joe Costanza, Mary Stein, Ty Stoller |
| 03                    | 03               | Liebe über den Tod | Love Over the Counter                                                                              | 8. Juni 1997                                                                 | 18. November 1998               | Daniel J. Caruso Dan Jackson Chris Taylor Marty Pasetta, Jr. (4, 5)                                             | Leslye A. Gustat & Sol Feldman (1, 4, 5) Scott Peters Naomi Janzen                                                                       | Ashley Gardner, David Starzyk |
| 03                    | 03               | Der unsichtbare Freund | Imaginary Friend                                                                                   | 8. Juni 1997                                                                 | 18. November 1998               | Daniel J. Caruso Dan Jackson Chris Taylor Marty Pasetta, Jr. (4, 5)                                             | Leslye A. Gustat & Sol Feldman (1, 4, 5) Scott Peters Naomi Janzen                                                                       | Brittany Alyse Smith, Barbara K. Whinnery, Rende Rae Norman, Elizabeth Swackhamer                                                                |
| 03                    | 03               | Die zweite Chance | Last Man on Earth                                                                                  | 8. Juni 1997                                                                 | 18. November 1998               | Daniel J. Caruso Dan Jackson Chris Taylor Marty Pasetta, Jr. (4, 5)                                             | Leslye A. Gustat & Sol Feldman (1, 4, 5) Scott Peters Naomi Janzen                                                                       | Lewis Smith, Sydney Walsh, Kevin West, Kim Oja, Cynthia Basinet, Steve Moloney                                                                   |
| 04                    | 04               | E-Mail | E-Mail                                                                                             | 15. Juni 1997                                                                | 25. November 1998               | Dan Jackson (1–3, 5) Jeanne Van Cott                                                                            | Naomi Janzen Emily Skopov Thomas C. Chapman Leslye A. Gustat & Sol Feldman Paul Chitlik                                                  | Chick Vennera, Jennie Vaughn, Phyllis Lyons, Monica Lundry                                                                                       |
| 04                    | 04               | Umleitung | Cup of Joe                                                                                         | 15. Juni 1997                                                                | 25. November 1998               | Dan Jackson (1–3, 5) Jeanne Van Cott                                                                            | Naomi Janzen Emily Skopov Thomas C. Chapman Leslye A. Gustat & Sol Feldman Paul Chitlik                                                  | Christie Lynn Smith, Secunda Smith, Wendy Cooke, E.J. Callahan, Robert Harvey                                                                    |
| 04                    | 04               | Familiengrab | Secret of the Family Tomb                                                                          | 15. Juni 1997                                                                | 25. November 1998               | Dan Jackson (1–3, 5) Jeanne Van Cott                                                                            | Naomi Janzen Emily Skopov Thomas C. Chapman Leslye A. Gustat & Sol Feldman Paul Chitlik                                                  | Dennis Cockrum, Carlos Le Camara, Les Lannom, Steve Eastin, Catherine McGoohan                                                                   |
| 04                    | 04               | Frankensteins Hund | Wheezer                                                                                            | 15. Juni 1997                                                                | 25. November 1998               | Dan Jackson (1–3, 5) Jeanne Van Cott                                                                            | Naomi Janzen Emily Skopov Thomas C. Chapman Leslye A. Gustat & Sol Feldman Paul Chitlik                                                  | Jameson Baltes, Anne von Herrmann, Kelsey Klein, Zack Duhame, Justin Mercado                                                                     |
| 04                    | 04               | Der unbekannte Patient | The Unknown Patient                                                                                | 15. Juni 1997                                                                | 25. November 1998               | Dan Jackson (1–3, 5) Jeanne Van Cott                                                                            | Naomi Janzen Emily Skopov Thomas C. Chapman Leslye A. Gustat & Sol Feldman Paul Chitlik                                                  | Tony Plana, Lee Purcell, Lisa Kaminir, Edward Edwards, Marsha Clark, Raquel La Fayette                                                           |
| 05                    | 05               | Sticheleien | Needle Point                                                                                       | 22. Juni 1997                                                                | 2. Dezember 1998                | Daniel J. Caruso Allison Liddi (2, 4) Marty Pasetta, Jr.                                                        | Leslye A. Gustat & Sol Feldman (1, 3, 4) Thomas C. Chapman                                                                               | Laurie Lathem, Charles Carroll, Thomas Morgan |
| 05                    | 05               | Superbär | Toy to the Rescue                                                                                  | 22. Juni 1997                                                                | 2. Dezember 1998                | Daniel J. Caruso Allison Liddi (2, 4) Marty Pasetta, Jr.                                                        | Leslye A. Gustat & Sol Feldman (1, 3, 4) Thomas C. Chapman                                                                               | James McDonnell, Krystee Clark, Christopher & Kevin Graves, Sue Bugden                                                                           |
| 05                    | 05               | Das mysteriöse Schloss | Mystery Lock                                                                                       | 22. Juni 1997                                                                | 2. Dezember 1998                | Daniel J. Caruso Allison Liddi (2, 4) Marty Pasetta, Jr.                                                        | Leslye A. Gustat & Sol Feldman (1, 3, 4) Thomas C. Chapman                                                                               | Ellen Albertini Dow, Eric Tecosky, Frank Doubleday, Randy Crowder, Michael Hegedus, Allan Kolman, Ingo Neuhaus                                   |
| 05                    | 05               | Das Spukhaus | The House on Baker Street                                                                          | 22. Juni 1997                                                                | 2. Dezember 1998                | Daniel J. Caruso Allison Liddi (2, 4) Marty Pasetta, Jr.                                                        | Leslye A. Gustat & Sol Feldman (1, 3, 4) Thomas C. Chapman                                                                               | Holly Fields, Gloria Gifford, Harley Venton, Meg Wittner, Chad Bartulis, Robert Budaska                                                          |
| 05                    | 05               | Auf dem Bahnsteig | The Train                                                                                          | 22. Juni 1997                                                                | 2. Dezember 1998                | erzählt von James Brolin                                                                                        | erzählt von James Brolin | erzählt von James Brolin |
| 06                    | 06               | Der Kerzenleuchter | The Candlestick                                                                                    | 3. August 1997                                                               | 9. Dezember 1998                | Marty Pasetta, Jr. Daniel J. Caruso Dan Jackson Allison Liddi                                                   | Leslye A. Gustat & Sol Feldman (1, 4) Naomi Janzen Malcolm Marmorstein                                                                   | Belinda Montgomery, Nicholas Walker, Jeff Doucette, Linda Dangcil                                                                                |
| 06                    | 06               | Der verlorene Sohn | The Diner                                                                                          | 3. August 1997                                                               | 9. Dezember 1998                | Marty Pasetta, Jr. Daniel J. Caruso Dan Jackson Allison Liddi                                                   | Leslye A. Gustat & Sol Feldman (1, 4) Naomi Janzen Malcolm Marmorstein                                                                   | Alan Young, Marjorie Lovett, Ronald L. Dorn, Mickey Jones, Jeff Daniel Phillips                                                                  |
| 06                    | 06               | Zeitarbeit | From the Agency                                                                                    | 3. August 1997                                                               | 9. Dezember 1998                | Marty Pasetta, Jr. Daniel J. Caruso Dan Jackson Allison Liddi                                                   | Leslye A. Gustat & Sol Feldman (1, 4) Naomi Janzen Malcolm Marmorstein                                                                   | Judith Hoag, Tim Maculan, Christine Romeo Ltes, Nicole Saletta, Dierk Torsek, Wendell Grayson, Victoria Reid Taylor                              |
| 06                    | 06               | Der magische Rosengarten | The Magic Rose Garden                                                                              | 3. August 1997                                                               | 9. Dezember 1998                | Marty Pasetta, Jr. Daniel J. Caruso Dan Jackson Allison Liddi                                                   | Leslye A. Gustat & Sol Feldman (1, 4) Naomi Janzen Malcolm Marmorstein                                                                   | Josh Finnegan, Beth Peters, Allison Mackie, Vince Grant, Jimmy Galeota                                                                           |
| 06                    | 06               | Die Bombe | The Jeep                                                                                           | 3. August 1997                                                               | 9. Dezember 1998                | erzählt von James Brolin                                                                                        | erzählt von James Brolin | erzählt von James Brolin |
| Staffel 2 (1998)      |                  | | |                                                                              |                                 | | | |
| 07                    | 01               | Der Absturz | The Plane                                                                                          | 23. Januar 1998                                                              | 5. August 1998                  | Duwayne Dunham (1, 3–5) Skip Schoolnik                                                                          | Leslye A. Gustat (1, 3) Scott Peters (2, 4, 5)                                                                                           | Brian Van Holt (Michael), Chuck McCann, Ruth DeSosa, Brian Vickers, Skip Holm                                                                    |
| 07                    | 01               | Der Revolver | The Gun                                                                                            | 23. Januar 1998                                                              | 5. August 1998                  | Duwayne Dunham (1, 3–5) Skip Schoolnik                                                                          | Leslye A. Gustat (1, 3) Scott Peters (2, 4, 5)                                                                                           | Molly Cheek, James Stephens |
| 07                    | 01               | Herr über Leben und Tod | The Portrait                                                                                       | 23. Januar 1998                                                              | 5. August 1998                  | Duwayne Dunham (1, 3–5) Skip Schoolnik                                                                          | Leslye A. Gustat (1, 3) Scott Peters (2, 4, 5)                                                                                           | James Morrison (William Korsine), Kimberly Bailey, Melissa Piro, Eve Brenner, Huck Liggett, Bruno Alexander                                      |
| 07                    | 01               | Die Leichenhalle | The Pass                                                                                           | 23. Januar 1998                                                              | 5. August 1998                  | Duwayne Dunham (1, 3–5) Skip Schoolnik                                                                          | Leslye A. Gustat (1, 3) Scott Peters (2, 4, 5)                                                                                           | Matthew Bartilson (Eddie / Chad Anderson), Justin Urich (Kevin O’Connell), Marcy Goldman, Jodie Mann, David Ruprecht                             |
| 07                    | 01               | Die Talkshow | The Caller                                                                                         | 23. Januar 1998                                                              | 5. August 1998                  | Duwayne Dunham (1, 3–5) Skip Schoolnik                                                                          | Leslye A. Gustat (1, 3) Scott Peters (2, 4, 5)                                                                                           | Kevin Meaney (Clive Cincaid), Brian Klugman, Jane Edith Wilson, Charles Bouvier                                                                  |
| 08                    | 02               | Die Feuerwache | Firestation 32                                                                                     | 30. Januar 1998                                                              | 12. August 1998                 | Duwayne Dunham (1–3) Skip Schoolnik Tracy Lynch Britton                                                         | Scott Peters Naomi Janzen (2, 5) Leslye A. Gustat (3, 4)                                                                                 | Sam Gifaldi (Stevie), Brian Haley (Roger Parks), Felton Perry, Elliot Woods                                                                      |
| 08                    | 02               | Einbrecher | The Computer                                                                                       | 30. Januar 1998                                                              | 12. August 1998                 | Duwayne Dunham (1–3) Skip Schoolnik Tracy Lynch Britton                                                         | Scott Peters Naomi Janzen (2, 5) Leslye A. Gustat (3, 4)                                                                                 | Mark L. Taylor (Mr. Drummer), Lisa Long (Mr. Drummers), Cara Jedell                                                                              |
| 08                    | 02               | Der Casanova | The Girl Next Door                                                                                 | 30. Januar 1998                                                              | 12. August 1998                 | Duwayne Dunham (1–3) Skip Schoolnik Tracy Lynch Britton                                                         | Scott Peters Naomi Janzen (2, 5) Leslye A. Gustat (3, 4)                                                                                 | Réal Andrews (Curtis), Dawn Stern (Florence), Hector Elias                                                                                       |
| 08                    | 02               | Das Millionenerbe | The Wallet                                                                                         | 30. Januar 1998                                                              | 12. August 1998                 | Duwayne Dunham (1–3) Skip Schoolnik Tracy Lynch Britton                                                         | Scott Peters Naomi Janzen (2, 5) Leslye A. Gustat (3, 4)                                                                                 | Josh Marchette, Ted Rooney, Gary Bullock, Chad Gabriel                                                                                           |
| 08                    | 02               | Der Fremde | The Woods                                                                                          | 30. Januar 1998                                                              | 12. August 1998                 | Duwayne Dunham (1–3) Skip Schoolnik Tracy Lynch Britton                                                         | Scott Peters Naomi Janzen (2, 5) Leslye A. Gustat (3, 4)                                                                                 | Courtland Mead (Freddy), Ben Reed (Vater), Alan Toy, Wendy Schaal                                                                                |
| 09                    | 03               | Die blutige Hand | The Wall                                                                                           | 6. Februar 1998                                                              | 19. August 1998                 | Dan Jackson (1, 4) Duwayne Dunham Tracy Lynch Britton (3, 5)                                                    | Scott Peters (1, 5) Leslye A. Gustat (2–4)                                                                                               | J. Kenneth Campbell, Kris Kamm, John Billingsley, John Hostetter, Gavin I. Glynn                                                                 |
| 09                    | 03               | Stumme Hilferufe | The Chalkboard                                                                                     | 6. Februar 1998                                                              | 19. August 1998                 | Dan Jackson (1, 4) Duwayne Dunham Tracy Lynch Britton (3, 5)                                                    | Scott Peters (1, 5) Leslye A. Gustat (2–4)                                                                                               | Mariam Parris, Blayne Weaver, Harvey Silver, Judd Trichter, Sandy Kenyon                                                                         |
| 09                    | 03               | Die Flucht | The Getaway                                                                                        | 6. Februar 1998                                                              | 19. August 1998                 | Dan Jackson (1, 4) Duwayne Dunham Tracy Lynch Britton (3, 5)                                                    | Scott Peters (1, 5) Leslye A. Gustat (2–4)                                                                                               | Michelle Hurd, Nancy Fish |
| 09                    | 03               | Das Rezept | The Prescription                                                                                   | 6. Februar 1998                                                              | 19. August 1998                 | Dan Jackson (1, 4) Duwayne Dunham Tracy Lynch Britton (3, 5)                                                    | Scott Peters (1, 5) Leslye A. Gustat (2–4)                                                                                               | Sean Bridgers, Don Perry, Gloria Dorson, Patricia Place                                                                                          |
| 09                    | 03               | Ein Alptraum | Summer Camp                                                                                        | 6. Februar 1998                                                              | 19. August 1998                 | Dan Jackson (1, 4) Duwayne Dunham Tracy Lynch Britton (3, 5)                                                    | Scott Peters (1, 5) Leslye A. Gustat (2–4)                                                                                               | Adam Wylie, Tom Byrd, Cody McManis, Preston Maki Wamsley, Aldis Hodge, Edwin Hodge                                                               |
| 10                    | 04               | Der letzte Kampf | The Wrestler                                                                                       | 13. Februar 1998                                                             | 26. August 1998                 | Dan Jackson (1, 2, 5) Duwayne Dunham (3, 4)                                                                     | Scott Peters (1, 2, 5) Tom Chapman (3, 4)                                                                                                | Jack Carter (Tony), Terry Funk (Demolition Dirk), Larry Thomas (Grant), Nils Allen Stewart (Moammar)                                             |
| 10                    | 04               | Pechsträhne | The Escape                                                                                         | 13. Februar 1998                                                             | 26. August 1998                 | Dan Jackson (1, 2, 5) Duwayne Dunham (3, 4)                                                                     | Scott Peters (1, 2, 5) Tom Chapman (3, 4)                                                                                                | James Georgiades, Neal Matarazzo, Bill Ferrell, Rick Cramer                                                                                      |
| 10                    | 04               | Horror | Dead Friday                                                                                        | 13. Februar 1998                                                             | 26. August 1998                 | Dan Jackson (1, 2, 5) Duwayne Dunham (3, 4)                                                                     | Scott Peters (1, 2, 5) Tom Chapman (3, 4)                                                                                                | Bridget Flanery, Kayren Ann Butler, Kenny Morrison, Aaron Nelms, Sarah Purcell                                                                   |
| 10                    | 04               | Geisterstunde | Ghost Visitor                                                                                      | 13. Februar 1998                                                             | 26. August 1998                 | Dan Jackson (1, 2, 5) Duwayne Dunham (3, 4)                                                                     | Scott Peters (1, 2, 5) Tom Chapman (3, 4)                                                                                                | Steve Bean (Jim McDaniel), Michael Ensign (Donald T. Blanchard), Richard Morrison, Kimmy Robertson                                               |
| 10                    | 04               | Das schlechte Gewissen | The Lady in a Black Dress                                                                          | 13. Februar 1998                                                             | 26. August 1998                 | Dan Jackson (1, 2, 5) Duwayne Dunham (3, 4)                                                                     | Scott Peters (1, 2, 5) Tom Chapman (3, 4)                                                                                                | Sara Botsford, Mathea Webb, Fiona Hale, Veronica Bach                                                                                            |
| 11                    | 05               | Ernte | The Land                                                                                           | 27. Februar 1998                                                             | 2. September 1998               | Christopher Taylor (1–3, 5) Marty Pasetta Jr.                                                                   | Scott Peters Leslye A. Gustat (2, 3, 5) Ann Elder                                                                                        | Daryl Anderson (Joss), Laurie O’Brian (Paula), Heidi Miller (April), Christopher John Fields (Harold)                                            |
| 11                    | 05               | Die Titan | Titan                                                                                              | 27. Februar 1998                                                             | 2. September 1998               | Christopher Taylor (1–3, 5) Marty Pasetta Jr.                                                                   | Scott Peters Leslye A. Gustat (2, 3, 5) Ann Elder                                                                                        | Joseph Fuqua (Harris Fisher), Michael Fairman (Zachary), Betty McGuire (Mrs. Clark)                                                              |
| 11                    | 05               | Das Tagebuch | The Diary                                                                                          | 27. Februar 1998                                                             | 2. September 1998               | Christopher Taylor (1–3, 5) Marty Pasetta Jr.                                                                   | Scott Peters Leslye A. Gustat (2, 3, 5) Ann Elder                                                                                        | Caitlin Mowrey, Tami-Adrian George, Dawn Worrall                                                                                                 |
| 11                    | 05               | Stadt der Erinnerung | Town of Remembrance                                                                                | 27. Februar 1998                                                             | 2. September 1998               | Christopher Taylor (1–3, 5) Marty Pasetta Jr.                                                                   | Scott Peters Leslye A. Gustat (2, 3, 5) Ann Elder                                                                                        | Sydney Walsh (Jane), Don Hood (Barkeeper), Lorna Scott (Susan), Pat Crawford Brown (Annie)                                                       |
| 11                    | 05               | Feuer | The House on Barry Avenue                                                                          | 27. Februar 1998                                                             | 2. September 1998               | Christopher Taylor (1–3, 5) Marty Pasetta Jr.                                                                   | Scott Peters Leslye A. Gustat (2, 3, 5) Ann Elder                                                                                        | Tony Carlin (Stewart), Vanessa Parise (Laura), Kenneth Danzinger (Dr. Lloyd Cameron)                                                             |
| 12                    | 06               | Fernlicht | Bright Light                                                                                       | 6. März 1998                                                                 | 9. September 1998               | Marty Pasetta Jr. (1–3) Jeanne Van Cott (4, 5)                                                                  | Mitchell Schneider | Patricia Charbonneau (Reisende), Don Gibb (Gunnar), Robin Bernardi                                                                               |
| 12                    | 06               | Der magische Umhang | Magic Mightyman                                                                                    | 6. März 1998                                                                 | 9. September 1998               | Marty Pasetta Jr. (1–3) Jeanne Van Cott (4, 5)                                                                  | Mitchell Schneider | Nick Toth (Lenny), Lynn Moyses (Gloria), Chris Ufland, Todd Gorang                                                                               |
| 12                    | 06               | Rudi Hernandez | The Student                                                                                        | 6. März 1998                                                                 | 9. September 1998               | Marty Pasetta Jr. (1–3) Jeanne Van Cott (4, 5)                                                                  | Mitchell Schneider | Julia Glander (Vanessa), Dianne Turley-Travis, Dante Basco, Lou Plante, Joshua LeCour                                                            |
| 12                    | 06               | Kinderbilder | Scribbles                                                                                          | 6. März 1998                                                                 | 9. September 1998               | Marty Pasetta Jr. (1–3) Jeanne Van Cott (4, 5)                                                                  | Mitchell Schneider | Elena Wohl, John Prosky, Mary Snyder-Fox, Alan Fudge, Ben Slack, Brian McLaughlin                                                                |
| 12                    | 06               | Das Zirkuspferd | Count Mystery                                                                                      | 6. März 1998                                                                 | 9. September 1998               | Marty Pasetta Jr. (1–3) Jeanne Van Cott (4, 5)                                                                  | Mitchell Schneider | Robert Harvey, Lisa Langlois, Joe Ruskin, Antonia Bogdanovich, David Carpenter                                                                   |
| 13                    | 07               | Die Mumie | The Mummy                                                                                          | 20. März 1998                                                                | 16. September 1998              | Tony Randel (1, 2, 4, 5) Robert Shapiro                                                                         | Bob Wolterstorff & Mike Scott | Julian Stone (Daniel), Ian Abercrombie (Emilie), Hildy Brooks (Mandy), Jean-Paul Vignon (Marcel Ducroix), Janelle Paradee                        |
| 13                    | 07               | Auf Nummer Sicher | The Perfect Record                                                                                 | 20. März 1998                                                                | 16. September 1998              | Tony Randel (1, 2, 4, 5) Robert Shapiro                                                                         | Bob Wolterstorff & Mike Scott | L.L. Ginter, Gale Hansen, Michael Kopolow, Julian Vincente                                                                                       |
| 13                    | 07               | Nachtwache | Grave Sitting                                                                                      | 20. März 1998                                                                | 16. September 1998              | Tony Randel (1, 2, 4, 5) Robert Shapiro                                                                         | Bob Wolterstorff & Mike Scott | Jane Leigh Connelly, Mick Cain, Jamie Lyn |
| 13                    | 07               | Der schwarze Riese | Murder on the Second Floor                                                                         | 20. März 1998                                                                | 16. September 1998              | Tony Randel (1, 2, 4, 5) Robert Shapiro                                                                         | Bob Wolterstorff & Mike Scott | Ed O’Ross, Harris Shore, Carlos Cervantes, Ann Ryerson                                                                                           |
| 13                    | 07               | Abgeschleppt | They Towed My Car                                                                                  | 20. März 1998                                                                | 16. September 1998              | Tony Randel (1, 2, 4, 5) Robert Shapiro                                                                         | Bob Wolterstorff & Mike Scott | Michael Corbett, Arthur J. Evans, Cleavon McClendon III, Dennis Fimple, Buck Flower                                                              |
| 14                    | 08               | King Kirby | Kirby                                                                                              | 3. April 1998                                                                | 23. September 1998              | Alec Gillis Skip Schoolnik (2, 4, 5) Robert Shapiro                                                             | Bob Wolterstorff & Mike Scott | Karl Wiedergott, Steve Vinovich, Tom Woodruff, Jr.                                                                                               |
| 14                    | 08               | Fußspuren | Dust                                                                                               | 3. April 1998                                                                | 23. September 1998              | Alec Gillis Skip Schoolnik (2, 4, 5) Robert Shapiro                                                             | Bob Wolterstorff & Mike Scott | Trevor Lissauer, Sebastian Tillinger, Shirlee Elliott, Lou Richards                                                                              |
| 14                    | 08               | Der Schlafwandler | Malibu Cop                                                                                         | 3. April 1998                                                                | 23. September 1998              | Alec Gillis Skip Schoolnik (2, 4, 5) Robert Shapiro                                                             | Bob Wolterstorff & Mike Scott | Francis Guinan, Catherine MacNeal, Murray Rubinstein, Michael A. Nickles                                                                         |
| 14                    | 08               | Lobet den Herrn | A Joyful Noise                                                                                     | 3. April 1998                                                                | 23. September 1998              | Alec Gillis Skip Schoolnik (2, 4, 5) Robert Shapiro                                                             | Bob Wolterstorff & Mike Scott | Roz Ryan, Stoney Jackson, Jeff Coopwood, Craig Kirkwood, Victoria Platt, Bill Long, Jr.                                                          |
| 14                    | 08               | Napoleons Stuhl | The Hooded Chair                                                                                   | 3. April 1998                                                                | 23. September 1998              | Alec Gillis Skip Schoolnik (2, 4, 5) Robert Shapiro                                                             | Bob Wolterstorff & Mike Scott | Franc Luz, Janice Lynde, Erin J. O’Brien |
| 15                    | 09               | Rock ’n’ Roll | Rock & Roll Ears                                                                                   | 17. April 1998                                                               | 30. September 1998              | Skip Schoolnik                                                                                                  | Bob Wolterstorff & Mike Scott | Gregory Sierra (Lyle), Matthew Hurley (Assa), Jan Schwieterman, Heather McClurg                                                                  |
| 15                    | 09               | Die Milchkanne | The Bucket                                                                                         | 17. April 1998                                                               | 30. September 1998              | Skip Schoolnik                                                                                                  | Bob Wolterstorff & Mike Scott | Brian Fitzpatrick, Marnie McPhail, Aria Noelle Curzon, Bill Erwin                                                                                |
| 15                    | 09               | Die Brautjungfer | The Bridesmaid                                                                                     | 17. April 1998                                                               | 30. September 1998              | Skip Schoolnik                                                                                                  | Bob Wolterstorff & Mike Scott | Nealla Gordon (Lucy), Bruce Thomas, Sibel Ergener, John O’Leary                                                                                  |
| 15                    | 09               | Totenstimme | Voice from the Grave                                                                               | 17. April 1998                                                               | 30. September 1998              | Skip Schoolnik                                                                                                  | Bob Wolterstorff & Mike Scott | Diana C. Weng, Charles Chun, Richard Vidan, Fran Solomita                                                                                        |
| 15                    | 09               | Schach mit dem Jenseits | The Chess Game                                                                                     | 17. April 1998                                                               | 30. September 1998              | Skip Schoolnik                                                                                                  | Bob Wolterstorff & Mike Scott | Dick Van Patten (Chester), Helen Siff, Larry Marko, Maria O’Brien                                                                                |
| 16                    | 10               | Harley-Davidson | The Motorcycle                                                                                     | 24. April 1998                                                               | 7. Oktober 1998                 | Matt Earl Beesley (1, 3–5) Tom Woodruff, Jr.                                                                    | Bob Walterstorff & Mike Scott | Christopher Titus, Mary Jo Catlett, Dave Powledge                                                                                                |
| 16                    | 10               | Der Blindenhund | Blind Man's Dog                                                                                    | 24. April 1998                                                               | 7. Oktober 1998                 | Matt Earl Beesley (1, 3–5) Tom Woodruff, Jr.                                                                    | Bob Walterstorff & Mike Scott | Bill Henderson, William Marquez, Jean Iavelli, Phil Klipa                                                                                        |
| 16                    | 10               | Jäger | Deer Hunters                                                                                       | 24. April 1998                                                               | 7. Oktober 1998                 | Matt Earl Beesley (1, 3–5) Tom Woodruff, Jr.                                                                    | Bob Walterstorff & Mike Scott | John Whitaker, Robert Peters, A.T. Montgomery |
| 16                    | 10               | Die Legende der Krähe | Tribal Curse                                                                                       | 24. April 1998                                                               | 7. Oktober 1998                 | Matt Earl Beesley (1, 3–5) Tom Woodruff, Jr.                                                                    | Bob Walterstorff & Mike Scott | Matthew Kaminsky, Tamara Lynch, Aki Aleong |
| 16                    | 10               | Poker | The Card Game                                                                                      | 24. April 1998                                                               | 7. Oktober 1998                 | Matt Earl Beesley (1, 3–5) Tom Woodruff, Jr.                                                                    | Bob Walterstorff & Mike Scott | Brandon Cruz, Tony Dow, Barry Livingston, Paul Petersen, Charles Dierkop                                                                         |
| 17                    | 11               | Der Zeppelin | Bon Voyage                                                                                         | 1. Mai 1998                                                                  | 14. Oktober 1998                | Tony Randel | Bob Wolterstorff & Mike Scott | Henry Woronicz, Rebecca Balding, James Ingersoll, Amanda Carlin, Chuck Carrington, Renee Weldon                                                  |
| 17                    | 11               | Flohmarkt | The Man in the Model T                                                                             | 1. Mai 1998                                                                  | 14. Oktober 1998                | Tony Randel | Bob Wolterstorff & Mike Scott | Rip Taylor, Julie Araskog, Beans Morocco, Morgan Nagler                                                                                          |
| 17                    | 11               | Der Reporter | The Scoop                                                                                          | 1. Mai 1998                                                                  | 14. Oktober 1998                | Tony Randel | Bob Wolterstorff & Mike Scott | Mason Adams, Dew Ebersole, D.C. Douglas |
| 17                    | 11               | Engel | Angel on Board                                                                                     | 1. Mai 1998                                                                  | 14. Oktober 1998                | Tony Randel | Bob Wolterstorff & Mike Scott | Stephanie Erb, Rick Scarry, Lisa Summerour, Kevin Cooney                                                                                         |
| 17                    | 11               | Buenos Dias | Buenos Dias                                                                                        | 1. Mai 1998                                                                  | 14. Oktober 1998                | Tony Randel | Bob Wolterstorff & Mike Scott | Cliff Bemis, Danielle Wiener, Jon Van Ness, Mimi Savage                                                                                          |
| 18                    | 12               | Das Karussell | Merry-Go-Round                                                                                     | 17. Juli 1998                                                                | 21. Oktober 1998                | Christopher Taylor (1, 2, 4, 5) Chris De Faria                                                                  | Bob Wolterstorff & Mike Scott | Jennifer Crystal, Henry Darrow, Matt Flanders, Michael Potter                                                                                    |
| 18                    | 12               | Rote Augen | Red Eyed Creature                                                                                  | 17. Juli 1998                                                                | 21. Oktober 1998                | Christopher Taylor (1, 2, 4, 5) Chris De Faria                                                                  | Bob Wolterstorff & Mike Scott | Maree Cheatham, Coleman McClary, Jamie Austin, Colton James                                                                                      |
| 18                    | 12               | Der Gebrauchtwagenhändler | Used Car Salesman                                                                                  | 17. Juli 1998                                                                | 21. Oktober 1998                | Christopher Taylor (1, 2, 4, 5) Chris De Faria                                                                  | Bob Wolterstorff & Mike Scott | Robert Cicchini, Byron Keith Minns, Jon Melichar, Danna Hansen, Jeff Harlan                                                                      |
| 18                    | 12               | Überwachung | Surveillance Camera                                                                                | 17. Juli 1998                                                                | 21. Oktober 1998                | Christopher Taylor (1, 2, 4, 5) Chris De Faria                                                                  | Bob Wolterstorff & Mike Scott | Pavel D. Lychnikoff, Penny Santon, Borah Silver, Gwen McGee, Ralph Joseph Votrian, Jeff Parise                                                   |
| 18                    | 12               | Graffiti | Graffiti                                                                                           | 17. Juli 1998                                                                | 21. Oktober 1998                | Christopher Taylor (1, 2, 4, 5) Chris De Faria                                                                  | Bob Wolterstorff & Mike Scott | David St. James, Nathan Adams, Larry Gelman |
| 19                    | 13               | Der weiße Sarg | The Warning                                                                                        | 24. Juli 1998                                                                | 28. Oktober 1998                | John Baldecchi Bruce Hendricks Jack Angelo (3, 5) Rene Manzor                                                   | Tom Chapman | Roy Brocksmith, Richard Eden, Rosalind Allen |
| 19                    | 13               | Bus Stop | Bus Stop                                                                                           | 24. Juli 1998                                                                | 28. Oktober 1998                | John Baldecchi Bruce Hendricks Jack Angelo (3, 5) Rene Manzor                                                   | Tom Chapman | John Livingston, Mia Cottet, Anita Barone, John Brennan                                                                                          |
| 19                    | 13               | Notfallmedizin | The Cure                                                                                           | 24. Juli 1998                                                                | 28. Oktober 1998                | John Baldecchi Bruce Hendricks Jack Angelo (3, 5) Rene Manzor                                                   | Tom Chapman | Michael Gallagher, Bryn Erin, Kristen Meadows, Elliott Grey                                                                                      |
| 19                    | 13               | Der Schutzengel | The Guardian                                                                                       | 24. Juli 1998                                                                | 28. Oktober 1998                | John Baldecchi Bruce Hendricks Jack Angelo (3, 5) Rene Manzor                                                   | Tom Chapman | Leonard Jackson, Brad B. Wright, Marquise T. Wilson, Cherene Snow, Gary Anthony Williams                                                         |
| 19                    | 13               | Das verborgene Geschenk | The Gift                                                                                           | 24. Juli 1998                                                                | 28. Oktober 1998                | John Baldecchi Bruce Hendricks Jack Angelo (3, 5) Rene Manzor                                                   | Tom Chapman | Frances Bay, Charlotte Chatton, Nancy Linari, Wylie Small                                                                                        |
| Staffel 3 (1999)      |                  | | |                                                                              |                                 | | | |
| 20                    | 01               | Schwanger | Morning Sickness                                                                                   | 19. Mai 2000                                                                 | 17. Februar 1999                | Skip Schoolnik                                                                                                  | Bob Wolterstorff & Mike Scott | Heather Miller (Marissa), Mary Cadorette (Mutter), Don Cettinger, Joel Polis                                                                     |
| 20                    | 01               | Der Fluch des Herrenhauses (Erwähnung eines Anwesens und von Harry und Leona Helmsley noch nach der Geschichte)                        | The Curse of Hampton Manor                                                                         | 19. Mai 2000                                                                 | 17. Februar 1999                | Skip Schoolnik                                                                                                  | Bob Wolterstorff & Mike Scott | Mary Frann (Maklerin Bev Conklin), Josh Clark (Don Mackle), Laura Meshell, Julie Pop                                                             |
| 20                    | 01               | Tod einer Wachsfigur (Wachsmuseum in Kanada)                                                                                           | Wax Executioner („Wax museum in Canada“)                                                           | 19. Mai 2000                                                                 | 17. Februar 1999                | Skip Schoolnik                                                                                                  | Bob Wolterstorff & Mike Scott | Pierre Du Lat, Jean Louis Darville, Christiana Barrou, Brian Poth                                                                                |
| 20                    | 01               | Blutbank („vor etwa 20 Jahren in einem New Yorker Krankenhaus“)                                                                        | Blood Bank („happened to a registered nurse at the East Coast about 20 years ago“)                 | 19. Mai 2000                                                                 | 17. Februar 1999                | Skip Schoolnik                                                                                                  | Bob Wolterstorff & Mike Scott | Michele Lamar, Adam Cierasch, Janet Rotblatt, Andrew Hawtrey                                                                                     |
| 20                    | 01               | Ringwurf | Ring Toss                                                                                          | 19. Mai 2000                                                                 | 17. Februar 1999                | Skip Schoolnik                                                                                                  | Bob Wolterstorff & Mike Scott | Lyle Kanouse, Billy Beck, Brittany Laurie, Marla Phillips, Robert Z’Dar                                                                          |
| 21                    | 02               | Truck Stop | One for the Road                                                                                   | 26. Mai 2000                                                                 | 7. April 1999                   | Rachel Feldman (1–3, 5) Tony Randel                                                                             | Thomas C. Chapman | Robert F. Lyons (Hal), Joel Gretsch (Dan), Madalyn Morris (Bedienung Gloria)                                                                     |
| 21                    | 02               | Die Spieluhr (1995 in Westkalifornien)                                                                                                 | The Music Box (West Coast, 1995)                                                                   | 26. Mai 2000                                                                 | 7. April 1999                   | Rachel Feldman (1–3, 5) Tony Randel                                                                             | Thomas C. Chapman | Danielle Weeks, Gretchen Morgan, Laurel Lockhart, Bo Clancey                                                                                     |
| 21                    | 02               | Pfandleihe („vor ein paar Jahren {1990er Jahre} in Duluth, Minnesota“)                                                                 | Two to One (in the Midwest, around 1990)                                                           | 26. Mai 2000                                                                 | 7. April 1999                   | Rachel Feldman (1–3, 5) Tony Randel                                                                             | Thomas C. Chapman | Gabriel Dell, Avery Schreiber, Josh Adell, Jeff Bowser                                                                                           |
| 21                    | 02               | Die Wahrsagerin (Miami, Florida) | Damsel (Miami, Florida)                                                                            | 26. Mai 2000                                                                 | 7. April 1999                   | Rachel Feldman (1–3, 5) Tony Randel                                                                             | Thomas C. Chapman | Ashley Laurence, Maureen McGovern, Peter Suarez, Josh Randall                                                                                    |
| 21                    | 02               | Das Horn | The Horn                                                                                           | 26. Mai 2000                                                                 | 7. April 1999                   | Rachel Feldman (1–3, 5) Tony Randel                                                                             | Thomas C. Chapman | Victor Talmadge, Nicholas Mele, Michelle Blakely                                                                                                 |
| 22                    | 03               | Am Wegesrand (Südwesten, Mitte der 1960er-Jahre)                                                                                       | The Find (American South West in the mid 1960s)                                                    | 2. Juni 2000                                                                 | 14. April 1999                  | Tony Randel (1, 3, 4) Topper Carew Rachel Feldman                                                               | Bob Wolterstorff & Mike Scott | Adam Stradlin, Constance Zimmer, Miguel Najera                                                                                                   |
| 22                    | 03               | Billard | The Golden Cue                                                                                     | 2. Juni 2000                                                                 | 14. April 1999                  | Tony Randel (1, 3, 4) Topper Carew Rachel Feldman                                                               | Bob Wolterstorff & Mike Scott | Fred Ornstein, John Snyder, Milton James, Elise Muller                                                                                           |
| 22                    | 03               | Ein Fall fürs FBI | The FBI Story                                                                                      | 2. Juni 2000                                                                 | 14. April 1999                  | Tony Randel (1, 3, 4) Topper Carew Rachel Feldman                                                               | Bob Wolterstorff & Mike Scott | Frederick Coffin, David O’Donnell, Jesse Henecke                                                                                                 |
| 22                    | 03               | Der Totengräber (Südliche Ostküste, späte 1980er-Jahre) (geschnitten / zensiert)                                                       | The Gravedigger's Nemesis (South East Coast, late 1980s)                                           | 2. Juni 2000                                                                 | 14. April 1999                  | Tony Randel (1, 3, 4) Topper Carew Rachel Feldman                                                               | Bob Wolterstorff & Mike Scott | Angus Scrimm, Herta Ware, Joe Dain, Craig Schoen, John McLaughlin                                                                                |
| 22                    | 03               | Das Erbe (Los Angeles in den späten 1940er-Jahren)                                                                                     | Last Rites (Los Angeles, post–World War II years)                                                  | 2. Juni 2000                                                                 | 14. April 1999                  | Tony Randel (1, 3, 4) Topper Carew Rachel Feldman                                                               | Bob Wolterstorff & Mike Scott | Allan Rich, Dayna Winston, Robert Mont, Jacqueline Klein                                                                                         |
| 23                    | 04               | Hieroglyphen | E-Mail II                                                                                          | 16. Juni 2000                                                                | 5. Mai 1999                     | Skip Schoolnik (1, 5) Christopher Taylor Tony Randel Jack Angelo                                                | Bob Wolterstorff & Mike Scott (1, 2, 3, 5) Suzanna Kaplan                                                                                | Cya Batten, Joseph Will, Rich Cooper |
| 23                    | 04               | Schlaflos | Blood Donor                                                                                        | 16. Juni 2000                                                                | 5. Mai 1999                     | Skip Schoolnik (1, 5) Christopher Taylor Tony Randel Jack Angelo                                                | Bob Wolterstorff & Mike Scott (1, 2, 3, 5) Suzanna Kaplan                                                                                | Anthony Michael Jones, Kris Edlund, Chris Doyle                                                                                                  |
| 23                    | 04               | Der Steinmetz | Epitaph                                                                                            | 16. Juni 2000                                                                | 5. Mai 1999                     | Skip Schoolnik (1, 5) Christopher Taylor Tony Randel Jack Angelo                                                | Bob Wolterstorff & Mike Scott (1, 2, 3, 5) Suzanna Kaplan                                                                                | Walter Olkewicz, Ann Turkel, Dennis Letts, Tom Hatten                                                                                            |
| 23                    | 04               | Handgestickt (Ohio) | Stitches in Time (Ohio)                                                                            | 16. Juni 2000                                                                | 5. Mai 1999                     | Skip Schoolnik (1, 5) Christopher Taylor Tony Randel Jack Angelo                                                | Bob Wolterstorff & Mike Scott (1, 2, 3, 5) Suzanna Kaplan                                                                                | Kelsey Mulrooney, Ginta Rae, Shelby Leverington                                                                                                  |
| 23                    | 04               | Soldat (Südvietnam) (geschnitten / zensiert)                                                                                           | Soldier (South Vietnam)                                                                            | 16. Juni 2000                                                                | 5. Mai 1999                     | Skip Schoolnik (1, 5) Christopher Taylor Tony Randel Jack Angelo                                                | Bob Wolterstorff & Mike Scott (1, 2, 3, 5) Suzanna Kaplan                                                                                | Ari Karczag, Ursula Brooks, Crystal MacDonald |
| 24                    | 05               | Der Gärtner | The Nightmare                                                                                      | 23. Juni 2000                                                                | 17. März 1999                   | Tony Randel | Bob Wolterstorff & Mike Scott (1, 2, 4, 5) Lark Zona                                                                                     | Jack Bradley, Liz Lavoie, Mack Dryden |
| 24                    | 05               | Der Verfolger (Washington, D.C., in den frühen 1980ern)                                                                                | The Stalker (Washington, D.C., area in the 1980s)                                                  | 23. Juni 2000                                                                | 17. März 1999                   | Tony Randel | Bob Wolterstorff & Mike Scott (1, 2, 4, 5) Lark Zona                                                                                     | Kathleen Lloyd, Nicholas Guest, Joanna Canton, Steve Ireland                                                                                     |
| 24                    | 05               | Der unglaubliche Autotraum | The Impossible Car Dream                                                                           | 23. Juni 2000                                                                | 17. März 1999                   | Tony Randel | Bob Wolterstorff & Mike Scott (1, 2, 4, 5) Lark Zona                                                                                     | Dustin Voigt, Jane Daly, Jeff Austin, Frank Ertl, Bobbie Norman                                                                                  |
| 24                    | 05               | Der Dekorateur | The Dresser                                                                                        | 23. Juni 2000                                                                | 17. März 1999                   | Tony Randel | Bob Wolterstorff & Mike Scott (1, 2, 4, 5) Lark Zona                                                                                     | Basil Hoffman, Todd Rulapaugh, Maxwell Alexander                                                                                                 |
| 24                    | 05               | Das Begräbnis („basiert auf veröffentlichten Berichten über Robert E. Lee und seinen Vater Light-Horse Harry“)                         | The Burial („published stories about Robert E. Lee and his father Light-Horse Harry“)              | 23. Juni 2000                                                                | 17. März 1999                   | Tony Randel | Bob Wolterstorff & Mike Scott (1, 2, 4, 5) Lark Zona                                                                                     | Kent McCord, Merle Kennedy, William H. Bassett, Ed Williams, David Man, Douglas Fisher                                                           |
| 25                    | 06               | Autorennen (in den 1980er-Jahren an der Westküste)                                                                                     | Red Line (West Coast, in the mid 1980s)                                                            | 30. Juni 2000                                                                | 3. März 1999                    | Tony Randel (1, 2, 3) Matt Earl Beesley (4, 5)                                                                  | Bob Wolterstorff & Mike Scott | Stan Kirsch, Dave Florek |
| 25                    | 06               | Zwei Schwestern | Two Sisters                                                                                        | 30. Juni 2000                                                                | 3. März 1999                    | Tony Randel (1, 2, 3) Matt Earl Beesley (4, 5)                                                                  | Bob Wolterstorff & Mike Scott | Tara Chocol, Terry Cain, Jonathan Fraser, Cheyenne Wilbur, Bart Braverman                                                                        |
| 25                    | 06               | Werwolf | Eclipse                                                                                            | 30. Juni 2000                                                                | 3. März 1999                    | Tony Randel (1, 2, 3) Matt Earl Beesley (4, 5)                                                                  | Bob Wolterstorff & Mike Scott | Paul Le Mat (Sheldon Ludovic), Todd Allen, Edgar Small                                                                                           |
| 25                    | 06               | Eis | The Ice Box                                                                                        | 30. Juni 2000                                                                | 3. März 1999                    | Tony Randel (1, 2, 3) Matt Earl Beesley (4, 5)                                                                  | Bob Wolterstorff & Mike Scott | Brian Smiar, Mimi Cozzens, Harrison Young, Michael Shank                                                                                         |
| 25                    | 06               | Hexenzirkel (Ostküste) | The Gathering (East Coast)                                                                         | 30. Juni 2000                                                                | 3. März 1999                    | Tony Randel (1, 2, 3) Matt Earl Beesley (4, 5)                                                                  | Bob Wolterstorff & Mike Scott | Pamela Kosh, Barbara Perry, Nancy Jerris, Jean Sincere, Stephen Quadros                                                                          |
| 26                    | 07               | Connie | Connie                                                                                             | 7. Juli 2000                                                                 | 13. Mai 1999                    | Skip Schoolnik (1, 3) Christopher Taylor (2, 5) Rachel Feldman                                                  | Bob Wolterstorff & Mike Scott | Dean Tarrolly, Karen Geraghty, Yvette Thor, Sheri Hellard                                                                                        |
| 26                    | 07               | Der eindeutige Beweis (New York in den frühen 1980er-Jahren)                                                                           | Positive I.D. (New York area, early 1980s)                                                         | 7. Juli 2000                                                                 | 13. Mai 1999                    | Skip Schoolnik (1, 3) Christopher Taylor (2, 5) Rachel Feldman                                                  | Bob Wolterstorff & Mike Scott | David Andriole, Jesse Vint, Jihad E. Harik |
| 26                    | 07               | Big Joe | Trucker                                                                                            | 7. Juli 2000                                                                 | 13. Mai 1999                    | Skip Schoolnik (1, 3) Christopher Taylor (2, 5) Rachel Feldman                                                  | Bob Wolterstorff & Mike Scott | Reed Frerichs, Michael Leopard, John S. Davies, Thomas Mills                                                                                     |
| 26                    | 07               | Familientreffen (Florida in den späten 1980er-Jahren)                                                                                  | Cook Out (Florida area, late 1980s)                                                                | 7. Juli 2000                                                                 | 13. Mai 1999                    | Skip Schoolnik (1, 3) Christopher Taylor (2, 5) Rachel Feldman                                                  | Bob Wolterstorff & Mike Scott | Joel McCrary, Renee Raudman, Johnny Midas, Marcia Ann Burns, Matt Corboy                                                                         |
| 26                    | 07               | Der gute Geist („aus dem Farmland im amerikanischen Nordosten“)                                                                        | The New House („in the farm country of the American North East“)                                   | 7. Juli 2000                                                                 | 13. Mai 1999                    | Skip Schoolnik (1, 3) Christopher Taylor (2, 5) Rachel Feldman                                                  | Bob Wolterstorff & Mike Scott | Rachel Reenstra, Robert Curtis Brown, Rhonda Reynolds, Jennifer Ingersoll, Bill Dempsey                                                          |
| 27                    | 08               | Die Mächte des Wahnsinns (Späte 1960er-Jahre an der Westküste) (geschnitten / zensiert)                                                | Creepy Comics (late 1960s, West Coast) (geschnitten / zensiert)                                    | 14. Juli 2000                                                                | 24. März 1999                   | Jack Angelo (1, 2, 4) Christopher Taylor Rachel Feldman                                                         | Bob Wolterstorff & Mike Scott | Paul Gleason (Kip Sherman), Steve Valentine (Izzy Wilson), Keith Ewell                                                                           |
| 27                    | 08               | Der Taschendieb (New Jersey) | Louie the Dip (New Jersey)                                                                         | 14. Juli 2000                                                                | 24. März 1999                   | Jack Angelo (1, 2, 4) Christopher Taylor Rachel Feldman                                                         | Bob Wolterstorff & Mike Scott | Bill Stevenson, Kirsten Moore, Frank Novak, Bob Zany, Jim Harley                                                                                 |
| 27                    | 08               | Das Wimmern (Anfang der 1980er-Jahre im mittleren Westen)                                                                              | The Wailing (Mid West, early 1980s)                                                                | 14. Juli 2000                                                                | 24. März 1999                   | Jack Angelo (1, 2, 4) Christopher Taylor Rachel Feldman                                                         | Bob Wolterstorff & Mike Scott | Mark Moses (Autor Frank), Colleen McDermott, Sara Paxton, Marty Ryan                                                                             |
| 27                    | 08               | Der Unsichtbare | The Landlady                                                                                       | 14. Juli 2000                                                                | 24. März 1999                   | Jack Angelo (1, 2, 4) Christopher Taylor Rachel Feldman                                                         | Bob Wolterstorff & Mike Scott | Lorna Raver, Janette Lane Bradbury, Robert Ditillio                                                                                              |
| 27                    | 08               | Die Zeremonie (Neuengland, späte 1970er-Jahre)                                                                                         | Curse (New England, late 1970s)                                                                    | 14. Juli 2000                                                                | 24. März 1999                   | Jack Angelo (1, 2, 4) Christopher Taylor Rachel Feldman                                                         | Bob Wolterstorff & Mike Scott | Veronica Lauren, Nanci Chambers, Tanya Linette Smith                                                                                             |
| 28                    | 09               | Vertauscht (Paar aus dem Nordosten in späten 1970er-Jahren)                                                                            | For the Record (couple in the North East in the late 1970s)                                        | 21. Juli 2000                                                                | 28. April 1999                  | Topper Carew Tony Randel (2, 3, 4) Jack Angelo                                                                  | Marc Cushman & Melody Fox | Marianna Elliott, Brian McCovern, Cynthia Mace, Jeanette O’Connor                                                                                |
| 28                    | 09               | Scream (geschnitten / zensiert) | Halloween                                                                                          | 21. Juli 2000                                                                | 28. April 1999                  | Topper Carew Tony Randel (2, 3, 4) Jack Angelo                                                                  | Marc Cushman & Melody Fox | Bernard Hocke, Roberta Bassin |
| 28                    | 09               | Friedhof der Kuschelkatze (in der Umgebung von Paris in den 1950er-Jahren)                                                             | Precious (near Paris in the mid 1950s)                                                             | 21. Juli 2000                                                                | 28. April 1999                  | Topper Carew Tony Randel (2, 3, 4) Jack Angelo                                                                  | Marc Cushman & Melody Fox | Bethany Richards, Nike Doukas, Charlene Fernetz, Michael C. Mahon                                                                                |
| 28                    | 09               | Motel 66 („in der Zeit zwischen den Weltkriegen im amerikanischen Südwesten“)                                                          | Motel 66 (American South West, period between the World Wars)                                      | 21. Juli 2000                                                                | 28. April 1999                  | Topper Carew Tony Randel (2, 3, 4) Jack Angelo                                                                  | Marc Cushman & Melody Fox | Paul Ganus, Caitlin Dulany, Mary Woronov |
| 28                    | 09               | Der Anhalter (Highway im Staat New York)                                                                                               | Phantom Drifter (High Way in New York state)                                                       | 21. Juli 2000                                                                | 28. April 1999                  | Topper Carew Tony Randel (2, 3, 4) Jack Angelo                                                                  | Marc Cushman & Melody Fox | David Denman, Gemma Barry, Joe J. Garcia, Daniel Kamin                                                                                           |
| 29                    | 10               | Stigmata (geschnitten / zensiert) | Devil's Tattoo                                                                                     | 28. Juli 2000                                                                | 21. April 1999                  | Tony Randel Alec Gillis Caryn Krooth (3, 5) Bob Wolterstorff                                                    | Bob Wolterstorff & Mike Scott | Shane Brolly, Miranda Bailey, William Smith |
| 29                    | 10               | Rettet den Regenwald | Static Man                                                                                         | 28. Juli 2000                                                                | 21. April 1999                  | Tony Randel Alec Gillis Caryn Krooth (3, 5) Bob Wolterstorff                                                    | Bob Wolterstorff & Mike Scott | John McIntosh, Guillermo Trillo, Michael Yama |
| 29                    | 10               | Tote schlafen fest (Europa, „aus der Zeit der großen Depression“)                                                                      | The Bloody Hand (Europe, around the time of the Great Depression)                                  | 28. Juli 2000                                                                | 21. April 1999                  | Tony Randel Alec Gillis Caryn Krooth (3, 5) Bob Wolterstorff                                                    | Bob Wolterstorff & Mike Scott | Christopher Murray, Tom Westbrook, Inday Ba, Richard Cleason                                                                                     |
| 29                    | 10               | Wo sind all die Helden hin? (Hollywood in den 1950er-Jahren)                                                                           | Where Have All the Heroes Gone (Hollywood, 1950s)                                                  | 28. Juli 2000                                                                | 21. April 1999                  | Tony Randel Alec Gillis Caryn Krooth (3, 5) Bob Wolterstorff                                                    | Bob Wolterstorff & Mike Scott | Jay Michael Ferguson, Evan Jones, Mark S. Reed                                                                                                   |
| 29                    | 10               | Lebensversicherung (Mann aus dem Mittelwesten, frühe 1990er-Jahre)                                                                     | War Surplus (Mid West, early 1990s)                                                                | 28. Juli 2000                                                                | 21. April 1999                  | Tony Randel Alec Gillis Caryn Krooth (3, 5) Bob Wolterstorff                                                    | Bob Wolterstorff & Mike Scott | Ross Leon, Venus de Milo Thomas, Franc Ross |
| 30                    | 11               | Kopf oder Zahl? (Grillrestaurant, späte 1970er-Jahre)                                                                                  | Dead Beat Daddy (Deadbeat Dad) (late 1970s)                                                        | 4. August 2000                                                               | 24. Februar 1999                | Rachel Feldman                                                                                                  | Bob Wolterstorff & Mike Scott | Tim Quill, Laura Harring, Lizzie Murray, Bill Evans, Joe Barnaba                                                                                 |
| 30                    | 11               | Geisterstadt | Ghost Town                                                                                         | 4. August 2000                                                               | 24. Februar 1999                | Rachel Feldman                                                                                                  | Bob Wolterstorff & Mike Scott | Nathan Anderson, Raymond Guth, Wiley Pickett, Charles Gunning                                                                                    |
| 30                    | 11               | Vom Winde verweht | The Sewing                                                                                         | 4. August 2000                                                               | 24. Februar 1999                | Rachel Feldman                                                                                                  | Bob Wolterstorff & Mike Scott | Marianna Harris, G. Eric Miles, John Rixey Moore                                                                                                 |
| 30                    | 11               | Schlafwandler (Florida, Autor Robert Tralins sah die Puppe)                                                                            | The Sleepwalker (Florida)                                                                          | 4. August 2000                                                               | 24. Februar 1999                | Rachel Feldman                                                                                                  | Bob Wolterstorff & Mike Scott | Arabella Holzbog, David Moreland, Vera Lockwood, Jeanne Allen, Susan Chuang                                                                      |
| 30                    | 11               | Der wunderbare Waschsalon („in der Nähe unserer Hauptstadt“ = in der Nähe von Washington, D.C.)                                        | Money Laundry („vicinity of our nation's capitol“)                                                 | 4. August 2000                                                               | 24. Februar 1999                | Rachel Feldman                                                                                                  | Bob Wolterstorff & Mike Scott | Toochis Morin, Hank Garrett, Julien Cesario, Richard Stay, Greg Cromer                                                                           |
| 31                    | 12               | Der Handwerker | The Handyman                                                                                       | 11. August 2000                                                              | 10. März 1999                   | Matt Earl Beesley (1, 2, 5) Tony Rendel (3, 4)                                                                  | Bob Wolterstorff & Mike Scott | Julie Sanford, David Beron, Nina Savelle |
| 31                    | 12               | Anatol (etwa 1982 in New York) | Anatole (New York City area, prior to 1982)                                                        | 11. August 2000                                                              | 10. März 1999                   | Matt Earl Beesley (1, 2, 5) Tony Rendel (3, 4)                                                                  | Bob Wolterstorff & Mike Scott | Don Swayze, Kay E. Kuter, Jody Wood, Alleta Michelle Darby, Bradley James                                                                        |
| 31                    | 12               | Das Mauerblümchen | Makeup Magic                                                                                       | 11. August 2000                                                              | 10. März 1999                   | Matt Earl Beesley (1, 2, 5) Tony Rendel (3, 4)                                                                  | Bob Wolterstorff & Mike Scott | Elise Ballard, Tiffany Atwood, Chris Northup, Melissa Lechner, Tom Jourden                                                                       |
| 31                    | 12               | Vergesslich | Screwdriver                                                                                        | 11. August 2000                                                              | 10. März 1999                   | Matt Earl Beesley (1, 2, 5) Tony Rendel (3, 4)                                                                  | Bob Wolterstorff & Mike Scott | Harrison Page, Berlinda Tolbert, Brent Jefferson Lowe                                                                                            |
| 31                    | 12               | Charlie („1979 […] in einem Speiselokal in Miami“)                                                                                     | Charlie (Miami restaurant, 1979)                                                                   | 11. August 2000                                                              | 10. März 1999                   | Matt Earl Beesley (1, 2, 5) Tony Rendel (3, 4)                                                                  | Bob Wolterstorff & Mike Scott | John Fugelsang, William Newman, Suzanne Ventulett, Wayne C.Dvorak                                                                                |
| 32                    | 13               | Der Kartengeber | The Dealer                                                                                         | 18. August 2000                                                              | 31. März 1999                   | Chris Taylor (1–4) Tom Woodruff, Jr.                                                                            | Bob Wolterstorff & Mike Scott (1, 3, 4) Melanie Finn Ann Elder                                                                           | Robert Bauer, Eric Gustavson, Gene Mitchell, Kate Rodger                                                                                         |
| 32                    | 13               | Trinkgeld | Gratuity                                                                                           | 18. August 2000                                                              | 31. März 1999                   | Chris Taylor (1–4) Tom Woodruff, Jr.                                                                            | Bob Wolterstorff & Mike Scott (1, 3, 4) Melanie Finn Ann Elder                                                                           | Matt Nolan, Virginia Keehne, William Francis McGuire, Lance E. Nichols                                                                           |
| 32                    | 13               | Der Bäcker (Umland von Chicago) | The Cake (Chicagoland area)                                                                        | 18. August 2000                                                              | 31. März 1999                   | Chris Taylor (1–4) Tom Woodruff, Jr.                                                                            | Bob Wolterstorff & Mike Scott (1, 3, 4) Melanie Finn Ann Elder                                                                           | Nick Vallelonga, Scott Galbreath, Donna Ponterotto, Sonya Stephens                                                                               |
| 32                    | 13               | Der Talisman | 1st Time Offender                                                                                  | 18. August 2000                                                              | 31. März 1999                   | Chris Taylor (1–4) Tom Woodruff, Jr.                                                                            | Bob Wolterstorff & Mike Scott (1, 3, 4) Melanie Finn Ann Elder                                                                           | Kate Randolph Burns, Robert David Hall, Yannis Bogris, Sam Shamshak                                                                              |
| 32                    | 13               | Der Spiegel der Seele (Florida-Golf-Region)                                                                                            | The Mirror of Truth (Florida Gulf area)                                                            | 18. August 2000                                                              | 31. März 1999                   | Chris Taylor (1–4) Tom Woodruff, Jr.                                                                            | Bob Wolterstorff & Mike Scott (1, 3, 4) Melanie Finn Ann Elder                                                                           | Robin Stapler, Jodi Bianca Wise, J. Martin Kutney, Brad Meyer                                                                                    |
| Staffel 4 (2002)      |                  | | |                                                                              |                                 | | | |
| 33                    | 01               | Das Autogramm des Teufels (Anwalt aus dem Staat New York in den 1970er-Jahren)                                                         | The Devil's Autograph (Lawyer from upstate New York, 1970s)                                        | 27. Juni 2002                                                                | 8. April 2002                   | Steve Anker (1, 2) Mick Mackay Penelope Buitenhuis / Nicholas Kendall                                           | Bob Wolterstorff & Mike Scott (1–3, 5) Tom Chapman                                                                                       | Dion Luther, Byron Lucas, Mary Black, Jennifer Ryan                                                                                              |
| 33                    | 01               | Jobs per Post (Späte 1980er-Jahre in New York City)                                                                                    | Mail Order Degree (New York City, late 1980s)                                                      | 27. Juni 2002                                                                | 8. April 2002                   | Steve Anker (1, 2) Mick Mackay Penelope Buitenhuis / Nicholas Kendall                                           | Bob Wolterstorff & Mike Scott (1–3, 5) Tom Chapman                                                                                       | Bill Mondy, Michelle Harrison, Omar Forrest |
| 33                    | 01               | Der Zeitungskiosk | The News Stand                                                                                     | 27. Juni 2002                                                                | 8. April 2002                   | Steve Anker (1, 2) Mick Mackay Penelope Buitenhuis / Nicholas Kendall                                           | Bob Wolterstorff & Mike Scott (1–3, 5) Tom Chapman                                                                                       | Justin Chatwin, Keith Martin Gordey, Preston Cook, Bo Olsson                                                                                     |
| 33                    | 01               | Mord an Roy Hennessy | The Murder of Roy Hennessey                                                                        | 27. Juni 2002                                                                | 8. April 2002                   | Steve Anker (1, 2) Mick Mackay Penelope Buitenhuis / Nicholas Kendall                                           | Bob Wolterstorff & Mike Scott (1–3, 5) Tom Chapman                                                                                       | Lauren Lee Smith, Jody Thompson, Fred Keating, Christopher Sumpton                                                                               |
| 33                    | 01               | Die geheimnisvollen Fremden (um 1870 in Ozark Foothills)                                                                               | Mysterious Strangers (Ozark Foothills in 1870)                                                     | 27. Juni 2002                                                                | 8. April 2002                   | Steve Anker (1, 2) Mick Mackay Penelope Buitenhuis / Nicholas Kendall                                           | Bob Wolterstorff & Mike Scott (1–3, 5) Tom Chapman                                                                                       | Brenda McDonald, David Kopp, Chris Kramer, Patrick Keating                                                                                       |
| 34                    | 02               | Der skrupellose Agent | Writer's Agent                                                                                     | 27. Juni 2002                                                                | 15. April 2002                  | Steve Anker / Penelope Buitenhuis (2, 3) / Robert Lee / Mick MacKay                                             | Bob Wolterstorff & Mike Scott (1–4), Tom Chapman                                                                                         | Jeff Seymour, Alison Matthews, Julie Sinclair, Julia Taffe                                                                                       |
| 34                    | 02               | Der Geist in der Gruft | Crypt Ghost                                                                                        | 27. Juni 2002                                                                | 15. April 2002                  | Steve Anker / Penelope Buitenhuis (2, 3) / Robert Lee / Mick MacKay                                             | Bob Wolterstorff & Mike Scott (1–4), Tom Chapman                                                                                         | Shane Meier, Benjamin Rogers, Grace Park, John Hainsworth                                                                                        |
| 34                    | 02               | Die verlorene Puppe („vor vielen Jahren“, „Lehrerin in Florida“)                                                                       | The Doll („Florida area decades ago“)                                                              | 27. Juni 2002                                                                | 15. April 2002                  | Steve Anker / Penelope Buitenhuis (2, 3) / Robert Lee / Mick MacKay                                             | Bob Wolterstorff & Mike Scott (1–4), Tom Chapman                                                                                         | Emmanuelle Vaugier, Gabrielle Rose, Alexandria Mitchell, Chantel Sarazin                                                                         |
| 34                    | 02               | Huberts Fluch („vor etwa 15 Jahren in der Nähe der mexikanischen Grenze“)                                                              | Hubert's Curse („on the Golf Coast about 15 years ago“)                                            | 27. Juni 2002                                                                | 15. April 2002                  | Steve Anker / Penelope Buitenhuis (2, 3) / Robert Lee / Mick MacKay                                             | Bob Wolterstorff & Mike Scott (1–4), Tom Chapman                                                                                         | David MacKay, Aaron Pearl, Ben Cotton, Darryl Scheeler                                                                                           |
| 34                    | 02               | Stimmen im Kopf | Shared Vision                                                                                      | 27. Juni 2002                                                                | 15. April 2002                  | Steve Anker / Penelope Buitenhuis (2, 3) / Robert Lee / Mick MacKay                                             | Bob Wolterstorff & Mike Scott (1–4), Tom Chapman                                                                                         | Ocean Hellman, Kirsten Prout, Allan Lysell, Ingrid Tesch                                                                                         |
| 35                    | 03               | Kein Empfang | Out of Service                                                                                     | 4. Juli 2002                                                                 | 22. April 2002                  | Nicholas Kendall (1, 5) Mick MacKay (2, 3) Robert Lee                                                           | Bob Wolterstorff & Mike Scott (1, 2, 4) Tom Chapman Lark Zonka                                                                           | Tristin Leffler, Dale Johnson, Jason Simpson, Daniel McKellar                                                                                    |
| 35                    | 03               | Als ich groß war (späte 1970er an der Ostküste)                                                                                        | When I Was Big (East Coast, late 1970s)                                                            | 4. Juli 2002                                                                 | 22. April 2002                  | Nicholas Kendall (1, 5) Mick MacKay (2, 3) Robert Lee                                                           | Bob Wolterstorff & Mike Scott (1, 2, 4) Tom Chapman Lark Zonka                                                                           | William Pavey, Tom Pickett, Lorraine Landry, Tabitha St. Germain                                                                                 |
| 35                    | 03               | Der gierige Makler | The Greedy Investor                                                                                | 4. Juli 2002                                                                 | 22. April 2002                  | Nicholas Kendall (1, 5) Mick MacKay (2, 3) Robert Lee                                                           | Bob Wolterstorff & Mike Scott (1, 2, 4) Tom Chapman Lark Zonka                                                                           | Matthew Bennett, Kendall Cross, Lillian Carlson                                                                                                  |
| 35                    | 03               | Sieben Stunden Pech (Berichte, „vor Jahren“, Washington, D.C.)                                                                         | Seven Hours of Bad Luck (reports, Washington, D.C., area, „several years ago“)                     | 4. Juli 2002                                                                 | 22. April 2002                  | Nicholas Kendall (1, 5) Mick MacKay (2, 3) Robert Lee                                                           | Bob Wolterstorff & Mike Scott (1, 2, 4) Tom Chapman Lark Zonka                                                                           | Patricia Zentilli, Benita Ha, Robert Smith |
| 35                    | 03               | Münzgeheimnis (Zeitungsbericht, „vor etwa 10 Jahren im mittleren Westen“)                                                              | The Secret of the Coins (report, Mid West, „about 10 years ago“)                                   | 4. Juli 2002                                                                 | 22. April 2002                  | Nicholas Kendall (1, 5) Mick MacKay (2, 3) Robert Lee                                                           | Bob Wolterstorff & Mike Scott (1, 2, 4) Tom Chapman Lark Zonka                                                                           | T. J. Riley, Scott Swanson, Don Thompson, Allan Morgan                                                                                           |
| 36                    | 04               | Die neuen Augen (späte 1980er-Jahre in Florida)                                                                                        | Second Sight (in Florida, late 1980s)                                                              | 4. Juli 2002                                                                 | 29. April 2002                  | Robert Lee (1, 2, 5) Penelope Buitenhuis Steve Anker                                                            | Bob Wolterstorff & Mike Scott (1, 3, 5) Tom Chapman (2, 4)                                                                               | Stefanie Von Pfetten, Ted Kozma, Caron Prins, Malik McCall                                                                                       |
| 36                    | 04               | Übersinnlich verbunden (Anfang der 1990er im mittleren Westen)                                                                         | The Fine Line (Mid West, early 1990s)                                                              | 4. Juli 2002                                                                 | 29. April 2002                  | Robert Lee (1, 2, 5) Penelope Buitenhuis Steve Anker                                                            | Bob Wolterstorff & Mike Scott (1, 3, 5) Tom Chapman (2, 4)                                                                               | Jewel Staite (Zwillinge Carly und Shannon), Kyle Cassie                                                                                          |
| 36                    | 04               | Verfahren („vor ungefähr 20 Jahren“ im mittleren Westen)                                                                               | The Wrong Turn („about 20 years ago in the Mid West“)                                              | 4. Juli 2002                                                                 | 29. April 2002                  | Robert Lee (1, 2, 5) Penelope Buitenhuis Steve Anker                                                            | Bob Wolterstorff & Mike Scott (1, 3, 5) Tom Chapman (2, 4)                                                                               | Adrian Holmes, Michael P. Northey, Lorena Gale, Devon Jones                                                                                      |
| 36                    | 04               | Wer war ich? | Who Was I                                                                                          | 4. Juli 2002                                                                 | 29. April 2002                  | Robert Lee (1, 2, 5) Penelope Buitenhuis Steve Anker                                                            | Bob Wolterstorff & Mike Scott (1, 3, 5) Tom Chapman (2, 4)                                                                               | Linnea Sharples, Jason Gaffney, P. Lynn Johnson, Frank C. Turner                                                                                 |
| 36                    | 04               | Du bist der Nächste! | You Are Next                                                                                       | 4. Juli 2002                                                                 | 29. April 2002                  | Robert Lee (1, 2, 5) Penelope Buitenhuis Steve Anker                                                            | Bob Wolterstorff & Mike Scott (1, 3, 5) Tom Chapman (2, 4)                                                                               | Andrew Johnston, Chilton Crane |
| 37                    | 05               | Der unheimliche Keller (in den frühen 1980er-Jahren an der Grenze zwischen Kalifornien und Oregon)                                     | House of Shadows (around the Oregon-California state line in the early 1980s)                      | 11. Juli 2002                                                                | 6. Mai 2002                     | Ken Jubenvill Ron Orieux (2, 5) Mick MacKay Nicholas Kendall                                                    | Bob Wolterstorff & Mike Scott | Christine Chatelain, Bonnie Panych, Kim Krehbiel                                                                                                 |
| 37                    | 05               | Auf dem falschen Weg („vor 20 Jahren […] im nordwestlichen Pazifikraum“)                                                               | One Hand in the Till („in the Pacific North West about 20 years ago“)                              | 11. Juli 2002                                                                | 6. Mai 2002                     | Ken Jubenvill Ron Orieux (2, 5) Mick MacKay Nicholas Kendall                                                    | Bob Wolterstorff & Mike Scott | Micah Gardener, Greg Rogers, Anthony Ulc |
| 37                    | 05               | Mr. Teasdales Oldtimer | Teasdale's Motor Car                                                                               | 11. Juli 2002                                                                | 6. Mai 2002                     | Ken Jubenvill Ron Orieux (2, 5) Mick MacKay Nicholas Kendall                                                    | Bob Wolterstorff & Mike Scott | Martin Evans, Jeremy Radick, Todd Sandomirsky |
| 37                    | 05               | Stoppt den Bus! | The Vision                                                                                         | 11. Juli 2002                                                                | 6. Mai 2002                     | Ken Jubenvill Ron Orieux (2, 5) Mick MacKay Nicholas Kendall                                                    | Bob Wolterstorff & Mike Scott | Nels Lennarson, Yuris Kis, Alvin Sanders, Katrina Matthews                                                                                       |
| 37                    | 05               | Der tote Rasen | The Grave                                                                                          | 11. Juli 2002                                                                | 6. Mai 2002                     | Ken Jubenvill Ron Orieux (2, 5) Mick MacKay Nicholas Kendall                                                    | Bob Wolterstorff & Mike Scott | Samantha Ferris, Michael Kopsa, Andrew Moxham, John R. Taylor                                                                                    |
| 38                    | 06               | Die Studentenbude | The Dorm                                                                                           | 18. Juli 2002                                                                | 13. Mai 2002                    | Mick MacKay Peter Dashkewytch Steve Anker (3, 4) Ken Jubenvill                                                  | Bob Wolterstorff & Mike Scott | Meghan Black, Chelsea O’Brien, Jim Shield, Karin Konoval                                                                                         |
| 38                    | 06               | Die kleine Künstlerin (1970er-Jahre im Südwesten)                                                                                      | The Child Artist (South West, mid 1970s)                                                           | 18. Juli 2002                                                                | 13. Mai 2002                    | Mick MacKay Peter Dashkewytch Steve Anker (3, 4) Ken Jubenvill                                                  | Bob Wolterstorff & Mike Scott | Merryln Gann, Alysha Kearley-Renfro, Samantha Kearley-Renfro, Myfanwy Meilen                                                                     |
| 38                    | 06               | Der Wettermann | The Weatherman                                                                                     | 18. Juli 2002                                                                | 13. Mai 2002                    | Mick MacKay Peter Dashkewytch Steve Anker (3, 4) Ken Jubenvill                                                  | Bob Wolterstorff & Mike Scott | Andrew Airlie, Ted Friend, David Allan Pearson, Kerri Smith                                                                                      |
| 38                    | 06               | Lachen bis der Arzt kommt | Sit-Down Comedian                                                                                  | 18. Juli 2002                                                                | 13. Mai 2002                    | Mick MacKay Peter Dashkewytch Steve Anker (3, 4) Ken Jubenvill                                                  | Bob Wolterstorff & Mike Scott | Shawn MacDonald, Lee Tockar, Aaron Fry, Silvio Pollio                                                                                            |
| 38                    | 06               | Zimmer 245 (Paris, „um die Jahrhundertwende“ = um 1900)                                                                                | Room 245 (Paris, „at the turn of the last century“ = um 1900)                                      | 18. Juli 2002                                                                | 13. Mai 2002                    | Mick MacKay Peter Dashkewytch Steve Anker (3, 4) Ken Jubenvill                                                  | Bob Wolterstorff & Mike Scott | Emily Holmes, Gillian Barber, Peter Wilds, Peter Hanlon                                                                                          |
| 39                    | 07               | Der Kranz (späte 1980er-Jahre an der Golfküste)                                                                                        | The Wreath (Golf Coast area, late 1980s)                                                           | 25. Juli 2002                                                                | 27. Mai 2002                    | Steve Anker (1, 5) Robert Lee Mick MacKay Peter Dashkewytch                                                     | Bob Wolterstorff & Mike Scott | Peter Lacroix, Andy Thompson, Michelle Hart, Avery Raskin                                                                                        |
| 39                    | 07               | Der Wassergeist (späten 1980ern, Ostküste)                                                                                             | Terror Night (East Coast, late 1980s)                                                              | 25. Juli 2002                                                                | 27. Mai 2002                    | Steve Anker (1, 5) Robert Lee Mick MacKay Peter Dashkewytch                                                     | Bob Wolterstorff & Mike Scott | G. Patrick Currie, Tiara Sorensen, Steve Oatway, Hariotte Fox                                                                                    |
| 39                    | 07               | Tants (New York in den 1970er-Jahren)                                                                                                  | Tants (New York, mid 1970s)                                                                        | 25. Juli 2002                                                                | 27. Mai 2002                    | Steve Anker (1, 5) Robert Lee Mick MacKay Peter Dashkewytch                                                     | Bob Wolterstorff & Mike Scott | Marcia Laskowski, Betty Linde, Christina Jastrzembska                                                                                            |
| 39                    | 07               | Wahlkampf | The Candidate                                                                                      | 25. Juli 2002                                                                | 27. Mai 2002                    | Steve Anker (1, 5) Robert Lee Mick MacKay Peter Dashkewytch                                                     | Bob Wolterstorff & Mike Scott | Robert Moloney, John Moore, Roger Haskett, Beverley Breuer                                                                                       |
| 39                    | 07               | Der Brillantring | The Ring                                                                                           | 25. Juli 2002                                                                | 27. Mai 2002                    | Steve Anker (1, 5) Robert Lee Mick MacKay Peter Dashkewytch                                                     | Bob Wolterstorff & Mike Scott | Camille Sullivan, Desiree Zuroswki, Bill Dow, Simon Longmore                                                                                     |
| 40                    | 08               | Das schützende Licht (Ostküste, Anfang der 1980er)                                                                                     | Caitlin's Candle (in the East, early 1980s)                                                        | 1. August 2002                                                               | 10. Juni 2002                   | Mick MacKay (1, 4, 5) Peter Dashkewytch Nicholas Kendall                                                        | Bob Wolterstorff & Mike Scott | Tanja Reichert, Eric Schneider, Ryan Zwick, Claude Duhamel                                                                                       |
| 40                    | 08               | Eine Blume als Zeuge (New York, Ende der 1970er)                                                                                       | The Flower Jury (New York area, late 1970s)                                                        | 1. August 2002                                                               | 10. Juni 2002                   | Mick MacKay (1, 4, 5) Peter Dashkewytch Nicholas Kendall                                                        | Bob Wolterstorff & Mike Scott | Alfred E. Humphreys, Aaron Douglas (Detective Dean Santoni), Warren Takeuchi, Bill Mackenzie                                                     |
| 40                    | 08               | Tödlicher Zauber | The Mentor                                                                                         | 1. August 2002                                                               | 10. Juni 2002                   | Mick MacKay (1, 4, 5) Peter Dashkewytch Nicholas Kendall                                                        | Bob Wolterstorff & Mike Scott | Vince Fera, Ryan Robbins, Linden Banks |
| 40                    | 08               | Das alte Fahrrad (Neuengland, 1990er Jahre)                                                                                            | The Old Bike (New England, 1990s)                                                                  | 1. August 2002                                                               | 10. Juni 2002                   | Mick MacKay (1, 4, 5) Peter Dashkewytch Nicholas Kendall                                                        | Bob Wolterstorff & Mike Scott | Chris Bradford, Chris Moon, Ken Camroux |
| 40                    | 08               | Der Klavierlehrer | The Music Teacher                                                                                  | 1. August 2002                                                               | 10. Juni 2002                   | Mick MacKay (1, 4, 5) Peter Dashkewytch Nicholas Kendall                                                        | Bob Wolterstorff & Mike Scott | Mackenzie Gray, Eva de Viveiros, Tom Shorthouse, Ron Chartier                                                                                    |
| 41                    | 09               | Die wohlhabende Witwe | The Wealthy Widow                                                                                  | 8. August 2002                                                               | 17. Juni 2002                   | Nicholas Kendall (1, 3) Penelope Buitenhuis (2, 4) Steve Anker                                                  | Bob Wolterstorff & Mike Scott (1, 3, 5) Mark Cushman & Melody Fox (2, 4)                                                                 | Johnna Wright, Steve Bacic (Dirk Sidwell), Dean Hinchey, Brock Johnson                                                                           |
| 41                    | 09               | Zeugin aus dem Jenseits (Michigan, 1990er-Jahre)                                                                                       | The Witness (Michigan, 1990s)                                                                      | 8. August 2002                                                               | 17. Juni 2002                   | Nicholas Kendall (1, 3) Penelope Buitenhuis (2, 4) Steve Anker                                                  | Bob Wolterstorff & Mike Scott (1, 3, 5) Mark Cushman & Melody Fox (2, 4)                                                                 | Kristie Marsden, Debi Wong, Brittney Irvin (Shay), Ari Solomon                                                                                   |
| 41                    | 09               | Der wiederholte Unfall („vor ungefähr 70 Jahren […] im Staate Texas“)                                                                  | The Accident („state of Texas about 70 years ago“)                                                 | 8. August 2002                                                               | 17. Juni 2002                   | Nicholas Kendall (1, 3) Penelope Buitenhuis (2, 4) Steve Anker                                                  | Bob Wolterstorff & Mike Scott (1, 3, 5) Mark Cushman & Melody Fox (2, 4)                                                                 | Sean Campbell, Lisa Ann Beley, Rob Lee, Cyndi Mason                                                                                              |
| 41                    | 09               | Dunkle Verheißung | Bad Dreams                                                                                         | 8. August 2002                                                               | 17. Juni 2002                   | Nicholas Kendall (1, 3) Penelope Buitenhuis (2, 4) Steve Anker                                                  | Bob Wolterstorff & Mike Scott (1, 3, 5) Mark Cushman & Melody Fox (2, 4)                                                                 | Kathleen Duborg, David Kaye, Tracy Hway, William Samples                                                                                         |
| 41                    | 09               | Telekinese („vor etwa 20 Jahren einem Paar aus dem mittleren Westen geschehen“)                                                        | Mental (Mid Western couple, late 1980s)                                                            | 8. August 2002                                                               | 17. Juni 2002                   | Nicholas Kendall (1, 3) Penelope Buitenhuis (2, 4) Steve Anker                                                  | Bob Wolterstorff & Mike Scott (1, 3, 5) Mark Cushman & Melody Fox (2, 4)                                                                 | Jennifer Copping, Christopher Shyer, Peter New, Gerry Rousseau                                                                                   |
| 42                    | 10               | Moonstruck Beach | Moonstruck Beach                                                                                   | 15. August 2002                                                              | 24. Juni 2002                   | Ken Jubenvill (1, 3) Mick MacKay (2, 5) Penelope Buitenhuis                                                     | Bob Wolterstorff & Mike Scott (1, 3–5) Mark Cushman & Melody Fox                                                                         | Jill Teed (Valerie Sims/Simms), Frank Topol (Jerry Corbin), Lynda Riley (Deanna Lindsey)                                                         |
| 42                    | 10               | Die wundersame Heilung (nordwestlicher Pazifikraum, späte 1980er-Jahre)                                                                | Healing Hands (in the Pacific North West, late 1980s)                                              | 15. August 2002                                                              | 24. Juni 2002                   | Ken Jubenvill (1, 3) Mick MacKay (2, 5) Penelope Buitenhuis                                                     | Bob Wolterstorff & Mike Scott (1, 3–5) Mark Cushman & Melody Fox                                                                         | Julie Patzwald (Krankenschwester Joannie Payton), Carla Stewart (Ruth Atkins), Jenny Mitchell (Krankenschwester), Graeme Roberts (Martin Atkins) |
| 42                    | 10               | Mountain Biking („vor etwa 20 Jahren in Colorado“)                                                                                     | Aspen Sunny Side („around Colorado about 20 years ago“)                                            | 15. August 2002                                                              | 24. Juni 2002                   | Ken Jubenvill (1, 3) Mick MacKay (2, 5) Penelope Buitenhuis                                                     | Bob Wolterstorff & Mike Scott (1, 3–5) Mark Cushman & Melody Fox                                                                         | Bob Frazer (Gary), Jano Frandsen (C.J. Mattson), John MacDonald (Kenny), Boyan Vukelie                                                           |
| 42                    | 10               | Nachtschwärmer | Night Walker                                                                                       | 15. August 2002                                                              | 24. Juni 2002                   | Ken Jubenvill (1, 3) Mick MacKay (2, 5) Penelope Buitenhuis                                                     | Bob Wolterstorff & Mike Scott (1, 3–5) Mark Cushman & Melody Fox                                                                         | Michael Rogers, Ona Grauer, Gustavo Moreno, Ulla Friis                                                                                           |
| 42                    | 10               | Hippie-Trauma („umfasst einen Zeitraum von 5 Jahren […] verschiedenen Orten von Kalifornien bis nach Kanada“)                          | Hot Car („span a 5 years period, covering locations from North West California to Eastern Canada“) | 15. August 2002                                                              | 24. Juni 2002                   | Ken Jubenvill (1, 3) Mick MacKay (2, 5) Penelope Buitenhuis                                                     | Bob Wolterstorff & Mike Scott (1, 3–5) Mark Cushman & Melody Fox                                                                         | Curt Bechdholt, Amber Rothwell, Wendy Chmelauskas, Howard Storey                                                                                 |
| 43                    | 11               | Der geheimnisvolle Mr. Hibbard | The Mystery of Douglas Hibbard                                                                     | 22. August 2002                                                              | 1. Juli 2002                    | Ken Jubenvill (1, 5) Nicholas Kendall Ron Orieux Penelope Buitenhuis                                            | Bob Wolterstorff & Mike Scott | Gordon Currie, Don MacKay, Yvonne Campeau, Aaron Craven                                                                                          |
| 43                    | 11               | Der Mann im Rollstuhl (Virginia, Mitte der 1980er-Jahre)                                                                               | Wheelchair Man (Virginian North Carolina border, mid 1980s)                                        | 22. August 2002                                                              | 1. Juli 2002                    | Ken Jubenvill (1, 5) Nicholas Kendall Ron Orieux Penelope Buitenhuis                                            | Bob Wolterstorff & Mike Scott | Bill Marchant, Dion Johnstone (Detective Hanson), Eil Gabay, Kurt Evans                                                                          |
| 43                    | 11               | Krankenwache (in der Nähe der Rocky Mountains, in den frühen 1990ern)                                                                  | The Vigil (Rocky Mountain area, early 1990s)                                                       | 22. August 2002                                                              | 1. Juli 2002                    | Ken Jubenvill (1, 5) Nicholas Kendall Ron Orieux Penelope Buitenhuis                                            | Bob Wolterstorff & Mike Scott | Jesse Moss (Gary), Sarah Ezer, Sandra Ferens, Roger Barnes                                                                                       |
| 43                    | 11               | Die Schale des Mandarin | The Mandarin's Bowl                                                                                | 22. August 2002                                                              | 1. Juli 2002                    | Ken Jubenvill (1, 5) Nicholas Kendall Ron Orieux Penelope Buitenhuis                                            | Bob Wolterstorff & Mike Scott | Craig March, Deborah DeMille, Calum Worthy, Helena Yea                                                                                           |
| 43                    | 11               | Unverhofftes Geständnis | Ghost Writer                                                                                       | 22. August 2002                                                              | 1. Juli 2002                    | Ken Jubenvill (1, 5) Nicholas Kendall Ron Orieux Penelope Buitenhuis                                            | Bob Wolterstorff & Mike Scott | Haig Sutherland, Duncan Frazer, Linsea O’Shea |
| 44                    | 12               | Ich sehe tote Menschen! („kurz nach dem 2. Weltkrieg in Großbritannien“)                                                               | Witness to Murder („England in the years following World War 2“)                                   | 29. August 2002                                                              | 8. Juli 2002                    | Steve Anker Ken Jubenvill (2, 5) Robert Lee Nicholas Kendall                                                    | Bob Wolterstorff & Mike Scott | Rhonda Dent, Philip Granger, Stephen Park, Maggie Blue O’Hara                                                                                    |
| 44                    | 12               | Das Glücksrad | Roulette Wheel                                                                                     | 29. August 2002                                                              | 8. Juli 2002                    | Steve Anker Ken Jubenvill (2, 5) Robert Lee Nicholas Kendall                                                    | Bob Wolterstorff & Mike Scott | Robin Mossley, Andrew Laurenson, Irene Karas, Louis Chirillo                                                                                     |
| 44                    | 12               | Der Kopf des Phrenologen (1990er-Jahre in Florida)                                                                                     | The Phrenologist's Head (state of Florida, 1990s)                                                  | 29. August 2002                                                              | 8. Juli 2002                    | Steve Anker Ken Jubenvill (2, 5) Robert Lee Nicholas Kendall                                                    | Bob Wolterstorff & Mike Scott | Laurie Murdoch, Angela Moore, Jayme Knox, Jason Griffith                                                                                         |
| 44                    | 12               | Die Brücke im Wald (späte 1960er-Jahre in Texas)                                                                                       | The Bridge (Texas, late 1960s)                                                                     | 29. August 2002                                                              | 8. Juli 2002                    | Steve Anker Ken Jubenvill (2, 5) Robert Lee Nicholas Kendall                                                    | Bob Wolterstorff & Mike Scott | Sadie Lawrence, Catherine Rachey, Christine Upright-Letain, Reg Tupper; Drehort: Lynn Canyon Suspension Bridge                                   |
| 44                    | 12               | Die Zigarrenkiste (frühe 1980er-Jahre in Ohio)                                                                                         | The Cigar Box (Ohio, early 1980s)                                                                  | 29. August 2002                                                              | 8. Juli 2002                    | Steve Anker Ken Jubenvill (2, 5) Robert Lee Nicholas Kendall                                                    | Bob Wolterstorff & Mike Scott | Megan Leitch, Kyley Statham, Campbell Lane (Kriegsveteran John August), Andrea Barclay                                                           |
| 45                    | 13               | Die Hand | The Hand                                                                                           | 5. September 2002                                                            | 15. Juli 2002                   | Steve Anker (1, 2) Nicholas Kendall (3, 4) Robert Lee                                                           | Bob Wolterstorff & Mike Scott (1–3, 5) Lark Zonka                                                                                        | Alan C. Peterson, Kim Kondrashoff, Ben Eberhard, John Gingell                                                                                    |
| 45                    | 13               | Die Puppe Heidi („vor etwa 20 Jahren […] im Staat New Jersey“)                                                                         | The Battered Doll („state of New Jersey about 20 years ago“)                                       | 5. September 2002                                                            | 15. Juli 2002                   | Steve Anker (1, 2) Nicholas Kendall (3, 4) Robert Lee                                                           | Bob Wolterstorff & Mike Scott (1–3, 5) Lark Zonka                                                                                        | Catherine Zak, Terry O’Sullivan, Arnie Walters, James Crescenzo                                                                                  |
| 45                    | 13               | Der Pokerspieler (1850er Jahre in San Francisco)                                                                                       | Poker Justice (San Francisco, 1850s)                                                               | 5. September 2002                                                            | 15. Juli 2002                   | Steve Anker (1, 2) Nicholas Kendall (3, 4) Robert Lee                                                           | Bob Wolterstorff & Mike Scott (1–3, 5) Lark Zonka                                                                                        | John Payne, Mark Gash, Scott McNeil, Billy Wickman                                                                                               |
| 45                    | 13               | Über den Wolken | Above the Clouds                                                                                   | 5. September 2002                                                            | 15. Juli 2002                   | Steve Anker (1, 2) Nicholas Kendall (3, 4) Robert Lee                                                           | Bob Wolterstorff & Mike Scott (1–3, 5) Lark Zonka                                                                                        | Kimberley Warnat (Melanie), Juliana Wimbles, Adrienne Carter, Mitchell Kostermann; Drehort: Harbour Centre                                       |
| 45                    | 13               | Bildschirmschoner | Screen Saver                                                                                       | 5. September 2002                                                            | 15. Juli 2002                   | Steve Anker (1, 2) Nicholas Kendall (3, 4) Robert Lee                                                           | Bob Wolterstorff & Mike Scott (1–3, 5) Lark Zonka                                                                                        | Marya Delver, Byron Lawson, Ellen Ewusie, Tyler Foley                                                                                            |
| Staffel 5 (2021–2023) |                  | | |                                                                              |                                 | | | |
| 46                    | 01               | Alles hat seinen Platz | Everything has its Place                                                                           |                                                                              | 31. Oktober 2021                | Holger B. Frick                                                                                                 | Bernd Blaschke | Kathrin Anna Stahl, Gabriel Raab, David Baalcke                                                                                                  |
| 46                    | 01               | Die Kerze im Wald („[...] zwei US-Soldaten in den neunziger Jahren, die auf einem deutschen Stützpunkt im Hunsrück stationiert waren“) | Candle in the Woods                                                                                | Simon Pearce, Florian Günther                                                | 31. Oktober 2021                | Holger B. Frick                                                                                                 | Bernd Blaschke | |
| 46                    | 01               | Die Glückszahlen | Lucky Numbers                                                                                      | Laura Preiss, Kais Setti                                                     | 31. Oktober 2021                | Holger B. Frick                                                                                                 | Bernd Blaschke | |
| 46                    | 01               | Erwachen der Gabe | Awakening of the Gift                                                                              | Sarah Thonig, Asli Melisa Uzun, Sarah Beck                                   | 31. Oktober 2021                | Holger B. Frick                                                                                                 | Bernd Blaschke | |
| 47                    | 02               | Das dritte Date | The Guardian Angel                                                                                 |                                                                              | 30. Oktober 2022                | Lara Aslanian (1, 4) Renato Nokakovic (2, 5) Holger B. Frick (3)                                                | Nicole Smolen & Holger B. Frick (1) Marc Cushman & Susan Osborn (2) Axel Melzener (3) Carsten Vauth (4) Esther Maaß & Steffen Hacker (5) | Madison Lawlor, Andrew Biernat, Dean Simone, Andrew Davis II                                                                                     |
| 47                    | 02               | Kopfloser Reiter („bis 1969 behaupteten Leute, den kopflosen Reiter gesehen zu haben“)                                                 | El Muerto                                                                                          | Ben Scattone, Martin Thompson, Tim Wright, Stepan Bender, Grant Johnson      | 30. Oktober 2022                | Lara Aslanian (1, 4) Renato Nokakovic (2, 5) Holger B. Frick (3)                                                | Nicole Smolen & Holger B. Frick (1) Marc Cushman & Susan Osborn (2) Axel Melzener (3) Carsten Vauth (4) Esther Maaß & Steffen Hacker (5) | |
| 47                    | 02               | Mr. Changs Kiosk | Mr. Changs Shop                                                                                    | Erin Wu, Wilky Lau, Braxton Hale                                             | 30. Oktober 2022                | Lara Aslanian (1, 4) Renato Nokakovic (2, 5) Holger B. Frick (3)                                                | Nicole Smolen & Holger B. Frick (1) Marc Cushman & Susan Osborn (2) Axel Melzener (3) Carsten Vauth (4) Esther Maaß & Steffen Hacker (5) | |
| 47                    | 02               | Lucky Loser (1999 in Australien) | Lucky Loser                                                                                        | Joey Garza, Mitch Ward, Ellina Abovian, Nick Eagleston                       | 30. Oktober 2022                | Lara Aslanian (1, 4) Renato Nokakovic (2, 5) Holger B. Frick (3)                                                | Nicole Smolen & Holger B. Frick (1) Marc Cushman & Susan Osborn (2) Axel Melzener (3) Carsten Vauth (4) Esther Maaß & Steffen Hacker (5) | |
| 47                    | 02               | Knutschfleck („starb an einem Knutschfleck […] der zu einem Schlaganfall führte“)                                                      | Hickey                                                                                             | Claire Donald, Jenna Stone, Tia Goossen, Kyle Rezzarday, Sean Patrick Dawson | 30. Oktober 2022                | Lara Aslanian (1, 4) Renato Nokakovic (2, 5) Holger B. Frick (3)                                                | Nicole Smolen & Holger B. Frick (1) Marc Cushman & Susan Osborn (2) Axel Melzener (3) Carsten Vauth (4) Esther Maaß & Steffen Hacker (5) | |
| 48                    | 03               | Die Nonne (Taxifahrer in Frankreich nach dem Zweiten Weltkrieg)                                                                        | The Nun                                                                                            |                                                                              | 30. Oktober 2022                | Benjamin Munz (1) Steffen Hacker & Esther Maaß (2) Renato Novakovic (3, 4) Lara Aslanian (5)                    | Gerry & Henry Streberg (1) Olivia Vieweg (2) Carsten Vauth (3) Janet Pfizer & Roland Heep (4) Matthias Dinter (5)                        | Robert Manson, Esther Maaß, Pauline Allen |
| 48                    | 03               | Teuflische Verbindung (Wurde bekannt als der Pokemon-Exorzismus)                                                                       | Connected                                                                                          | Bella Martin, Danny Irizarry, Kristina Aaryn Martin                          | 30. Oktober 2022                | Benjamin Munz (1) Steffen Hacker & Esther Maaß (2) Renato Novakovic (3, 4) Lara Aslanian (5)                    | Gerry & Henry Streberg (1) Olivia Vieweg (2) Carsten Vauth (3) Janet Pfizer & Roland Heep (4) Matthias Dinter (5)                        | |
| 48                    | 03               | Gettysburg | Gettysburg                                                                                         | Aaron Goddard, Evan Gamble, Eric John Dugan                                  | 30. Oktober 2022                | Benjamin Munz (1) Steffen Hacker & Esther Maaß (2) Renato Novakovic (3, 4) Lara Aslanian (5)                    | Gerry & Henry Streberg (1) Olivia Vieweg (2) Carsten Vauth (3) Janet Pfizer & Roland Heep (4) Matthias Dinter (5)                        | |
| 48                    | 03               | Verloren im Wald („[…] passierte einem Mann auf einem Ski-Ausflug in den späten siebziger Jahren“)                                     | Vanished in the Woods                                                                              | Isabella Mancuso, Jake Delaney, Willie Huggins IV, Priscilla Geraldo         | 30. Oktober 2022                | Benjamin Munz (1) Steffen Hacker & Esther Maaß (2) Renato Novakovic (3, 4) Lara Aslanian (5)                    | Gerry & Henry Streberg (1) Olivia Vieweg (2) Carsten Vauth (3) Janet Pfizer & Roland Heep (4) Matthias Dinter (5)                        | |
| 48                    | 03               | Der Romanautor | Noisy Neighbors                                                                                    | Camilo Gonzales, Danny Chambers, Danezion Mills                              | 30. Oktober 2022                | Benjamin Munz (1) Steffen Hacker & Esther Maaß (2) Renato Novakovic (3, 4) Lara Aslanian (5)                    | Gerry & Henry Streberg (1) Olivia Vieweg (2) Carsten Vauth (3) Janet Pfizer & Roland Heep (4) Matthias Dinter (5)                        | |
| 49                    | 04               | Okkultes Erbe | Occult Legacy                                                                                      |                                                                              | 5. März 2023                    | Christoph Heimer (1) Holger B. Frick (2, 3) Benni Dietz (4, 5)                                                  | Lasse Nolte (1) Axel Melzener & Julia Nika Neviandt (2) Bernd Blaschke (3) Benni Dietz (4) Benjamin Munz (5)                             | Joe Dioletto, Drew Garrett, Kathrin Beck, Ari Holub, Jazz Egger                                                                                  |
| 49                    | 04               | Das legendäre Studio („Viele […] behaupten, man hätte Elvis in den RCA-Studios immer wieder gesehen“)                                  | The Legendary Studio                                                                               | Rachel Albrecht, Adam Noble, Andy Demetrio                                   | 5. März 2023                    | Christoph Heimer (1) Holger B. Frick (2, 3) Benni Dietz (4, 5)                                                  | Lasse Nolte (1) Axel Melzener & Julia Nika Neviandt (2) Bernd Blaschke (3) Benni Dietz (4) Benjamin Munz (5)                             | |
| 49                    | 04               | Die Hand der Gerechtigkeit | The Hand of Justice                                                                                | Gabriel Guillen, Josh Harp, Bea Rivera                                       | 5. März 2023                    | Christoph Heimer (1) Holger B. Frick (2, 3) Benni Dietz (4, 5)                                                  | Lasse Nolte (1) Axel Melzener & Julia Nika Neviandt (2) Bernd Blaschke (3) Benni Dietz (4) Benjamin Munz (5)                             | |
| 49                    | 04               | Seltsame Lichter („[…] beruht auf wahren Begebenheiten aus dem Jahr 1961“)                                                             | Strange Lights                                                                                     | Bobby Lee Jr., Payton Lee McCormick, Robert Donavan                          | 5. März 2023                    | Christoph Heimer (1) Holger B. Frick (2, 3) Benni Dietz (4, 5)                                                  | Lasse Nolte (1) Axel Melzener & Julia Nika Neviandt (2) Bernd Blaschke (3) Benni Dietz (4) Benjamin Munz (5)                             | |
| 49                    | 04               | Der Veteran („[…] die wahre Geschichte eines Soldaten, der aus Vietnam nach Hause kam“)                                                | The Veteran                                                                                        | Edgar De Santiago, King Jaquell Martin, Justin Cuomo, Herman Rosales         | 5. März 2023                    | Christoph Heimer (1) Holger B. Frick (2, 3) Benni Dietz (4, 5)                                                  | Lasse Nolte (1) Axel Melzener & Julia Nika Neviandt (2) Bernd Blaschke (3) Benni Dietz (4) Benjamin Munz (5)                             | |
| 50                    | 05               | Vergessene Orte | Forgotten Places                                                                                   |                                                                              | 5. März 2023                    | Steffen Hacker & Alex Kiesl (1) Renato Novakovic (2) Christoph Heimer (3) Garen Mirzaian (4) Seanne Winslow (5) | Bernd Blaschke (1) Lasse Nolte (2) Olivia Vieweg (3) Bernd Blaschke & Garen Mirzaian (4) Axel Melzener & Julia Nika Neviandt (5)         | Pat Asanti, Jaclyn Chantel, Esther Maaß |
| 50                    | 05               | Der verbotene Schatz (Ape Canyon am Mount St. Helens, 1924)                                                                            | The Forbidden Treasure                                                                             | Andrew Hayden Kang, Jeremy Sless, Devin McGee                                | 5. März 2023                    | Steffen Hacker & Alex Kiesl (1) Renato Novakovic (2) Christoph Heimer (3) Garen Mirzaian (4) Seanne Winslow (5) | Bernd Blaschke (1) Lasse Nolte (2) Olivia Vieweg (3) Bernd Blaschke & Garen Mirzaian (4) Axel Melzener & Julia Nika Neviandt (5)         | |
| 50                    | 05               | Das Vermächtnis (Kalifornien, 1940er-Jahre)                                                                                            | The Legacy                                                                                         | Tegan Ashton Cohan, Julia Belanova, Janet Dey, Timothy Davis-Reed            | 5. März 2023                    | Steffen Hacker & Alex Kiesl (1) Renato Novakovic (2) Christoph Heimer (3) Garen Mirzaian (4) Seanne Winslow (5) | Bernd Blaschke (1) Lasse Nolte (2) Olivia Vieweg (3) Bernd Blaschke & Garen Mirzaian (4) Axel Melzener & Julia Nika Neviandt (5)         | |
| 50                    | 05               | Eine kalte Spur | A Cold Trail                                                                                       | Yuri Brown, Anusha Angur, Christine Mazanec                                  | 5. März 2023                    | Steffen Hacker & Alex Kiesl (1) Renato Novakovic (2) Christoph Heimer (3) Garen Mirzaian (4) Seanne Winslow (5) | Bernd Blaschke (1) Lasse Nolte (2) Olivia Vieweg (3) Bernd Blaschke & Garen Mirzaian (4) Axel Melzener & Julia Nika Neviandt (5)         | |
| 50                    | 05               | Geheimnisvolle Botschaften („[…] gemeldet von einem Wissenschaftler in den 80ern“)                                                     | Mysterious Messages                                                                                | Jon Donahue, Carrie Malabre                                                  | 5. März 2023                    | Steffen Hacker & Alex Kiesl (1) Renato Novakovic (2) Christoph Heimer (3) Garen Mirzaian (4) Seanne Winslow (5) | Bernd Blaschke (1) Lasse Nolte (2) Olivia Vieweg (3) Bernd Blaschke & Garen Mirzaian (4) Axel Melzener & Julia Nika Neviandt (5)         | |
| Staffel 6 (seit 2023) |                  | | |                                                                              |                                 | | | |
| 51                    | 01               | Der Kontrolleur | The controller                                                                                     |                                                                              | 29. Oktober 2023                | Benjamin R. Munz (1) Renato Novakovic (2) Holger B. Frick (3–5) Fabio Lo Fria (4)                               | Bernd Blaschke (1, 3) Christine Pepersack (2) Henry B. Streberg (4) Bob Wolterstorff & Mike Scott (5)                                    | James Quattrochi, Jonathan Tysor, Carol Kaufman, Ralph Lammie Jr., Bunny Levine                                                                  |
| 51                    | 01               | Das Hotel des Grauens („[…] in einem Hotel in Los Angeles geschehen“)                                                                  | The Hotel of Horror                                                                                | Lin Yin, Angie Campbell, Sean Thomas Simmons, Manu Bennett                   | 29. Oktober 2023                | Benjamin R. Munz (1) Renato Novakovic (2) Holger B. Frick (3–5) Fabio Lo Fria (4)                               | Bernd Blaschke (1, 3) Christine Pepersack (2) Henry B. Streberg (4) Bob Wolterstorff & Mike Scott (5)                                    | |
| 51                    | 01               | Eine blutige Spur (1876 in Kentucky geschehen; bekannt als Fleischregen von Kentucky)                                                  | A bloody trail                                                                                     | Michael G. Martinez, Brendan Sexton, Danny Trejo                             | 29. Oktober 2023                | Benjamin R. Munz (1) Renato Novakovic (2) Holger B. Frick (3–5) Fabio Lo Fria (4)                               | Bernd Blaschke (1, 3) Christine Pepersack (2) Henry B. Streberg (4) Bob Wolterstorff & Mike Scott (5)                                    | |
| 51                    | 01               | Ehre unter Dieben | Honor among thieves                                                                                | Ted Monte, Shikira Saul, Joseph Baena                                        | 29. Oktober 2023                | Benjamin R. Munz (1) Renato Novakovic (2) Holger B. Frick (3–5) Fabio Lo Fria (4)                               | Bernd Blaschke (1, 3) Christine Pepersack (2) Henry B. Streberg (4) Bob Wolterstorff & Mike Scott (5)                                    | |
| 51                    | 01               | Und wieder rote Augen („[…] hat […] eine ganze Generation […] traumatisiert, weil sie wahr war“)                                       | And red eyes again                                                                                 | Holly Kaplan, Helena Mattsson, Romyn Gabriel Smith, David DeLuise            | 29. Oktober 2023                | Benjamin R. Munz (1) Renato Novakovic (2) Holger B. Frick (3–5) Fabio Lo Fria (4)                               | Bernd Blaschke (1, 3) Christine Pepersack (2) Henry B. Streberg (4) Bob Wolterstorff & Mike Scott (5)                                    | |
| 52                    | 02               | Betsys Hotel | Betsy's Hotel                                                                                      |                                                                              | 1. November 2024                | Renato Novakovic (1, 4) César Reyes (2) Benjamin R. Munz (3, 5)                                                 | Axel Melzener & Julia Nika Neviandt (1) Lasse Nolte (2) Matthias Dinter (3, 5) Jeanet Pfitzer & Roland Heep (4)                          | Michael Varde, Maryna Bennett, Jacob Zukowski, Betsy Baker                                                                                       |
| 52                    | 02               | Am anderen Ende | Over and Out                                                                                       | Richard Karn, Aylya Marzolf, Arye Campos                                     | 1. November 2024                | Renato Novakovic (1, 4) César Reyes (2) Benjamin R. Munz (3, 5)                                                 | Axel Melzener & Julia Nika Neviandt (1) Lasse Nolte (2) Matthias Dinter (3, 5) Jeanet Pfitzer & Roland Heep (4)                          | |
| 52                    | 02               | Vor dem Flug | Pre-flight check                                                                                   | Bernadette Balagtas, Carina Zavline, David Stewart, Katie Baker              | 1. November 2024                | Renato Novakovic (1, 4) César Reyes (2) Benjamin R. Munz (3, 5)                                                 | Axel Melzener & Julia Nika Neviandt (1) Lasse Nolte (2) Matthias Dinter (3, 5) Jeanet Pfitzer & Roland Heep (4)                          | |
| 52                    | 02               | Keine Sympathie für den Teufel („[…] wiederfuhr einem berühmten Hollywood-Star in den 60ern“)                                          | No Sympathy for the Devil                                                                          | Jodi Moore Lewis, Matt Peters, Brett Culbert                                 | 1. November 2024                | Renato Novakovic (1, 4) César Reyes (2) Benjamin R. Munz (3, 5)                                                 | Axel Melzener & Julia Nika Neviandt (1) Lasse Nolte (2) Matthias Dinter (3, 5) Jeanet Pfitzer & Roland Heep (4)                          | |
| 52                    | 02               | Der Dichter („Goethe erzählt von dieser Begegnung […] bis ins kleinste Detail“)                                                        | The Poet                                                                                           | Ronald Prokeš, Jason Kennett, Jazz Egger                                     | 1. November 2024                | Renato Novakovic (1, 4) César Reyes (2) Benjamin R. Munz (3, 5)                                                 | Axel Melzener & Julia Nika Neviandt (1) Lasse Nolte (2) Matthias Dinter (3, 5) Jeanet Pfitzer & Roland Heep (4)                          | |
| 53                    | 03               | Der Unbekannte (1950er Jahre in Tokyo, Japan)                                                                                          | The Stranger                                                                                       |                                                                              | 1. November 2024                | Ara Soudjian (1, 4) Karbis & Angela Sarafyan (2) Holger B. Frick (3) Alex Kiesl & Steffen Hacker (5)            | Christine Pepersack (1, 5) Lasse Nolte (2) Bernd Blaschke (3, 4) Holger B. Frick (3) Benjamin R. Munz (4)                                | Teddy Margas, Kevin Ryan, Hidekun Han |
| 53                    | 03               | Das böse Spiegelbild | The Evil Within                                                                                    | Natalia del Riego, Nathan Hudson, Michael Sean Tighe                         | 1. November 2024                | Ara Soudjian (1, 4) Karbis & Angela Sarafyan (2) Holger B. Frick (3) Alex Kiesl & Steffen Hacker (5)            | Christine Pepersack (1, 5) Lasse Nolte (2) Bernd Blaschke (3, 4) Holger B. Frick (3) Benjamin R. Munz (4)                                | |
| 53                    | 03               | Die Zeitverschiebung (1972 in Utah) | The Time Shift                                                                                     | Lindsay Ortega, Nina Ortega, Christopher Alton                               | 1. November 2024                | Ara Soudjian (1, 4) Karbis & Angela Sarafyan (2) Holger B. Frick (3) Alex Kiesl & Steffen Hacker (5)            | Christine Pepersack (1, 5) Lasse Nolte (2) Bernd Blaschke (3, 4) Holger B. Frick (3) Benjamin R. Munz (4)                                | |
| 53                    | 03               | Stalker | The Stalker                                                                                        | Bejo Dohmen, Karola Raimond, Rebecca Bisset                                  | 1. November 2024                | Ara Soudjian (1, 4) Karbis & Angela Sarafyan (2) Holger B. Frick (3) Alex Kiesl & Steffen Hacker (5)            | Christine Pepersack (1, 5) Lasse Nolte (2) Bernd Blaschke (3, 4) Holger B. Frick (3) Benjamin R. Munz (4)                                | |
| 53                    | 03               | Dreht um! (Alabama in den 1950er Jahren)                                                                                               | Turn Around                                                                                        | Karen Labbe, Shane Callahan, Gabi Stewart, Sean Billings, Eric Whipple       | 1. November 2024                | Ara Soudjian (1, 4) Karbis & Angela Sarafyan (2) Holger B. Frick (3) Alex Kiesl & Steffen Hacker (5)            | Christine Pepersack (1, 5) Lasse Nolte (2) Bernd Blaschke (3, 4) Holger B. Frick (3) Benjamin R. Munz (4)                                | |
| 54                    | 04               | Das Zeichentrickorakel | Florida Family Men                                                                                 |                                                                              | 3. November 2024                | Holger B. Frick (1) Esther Maaß & Steffen Hacker (2, 3) Benjamin R. Munz (4, 5)                                 | Andreas Irnstorfer (1) Benjamin Karalic (2) Marc Cushman & Susan Osborn (3) Robin Alting van Geusau (4) Carsten Vauth (5)                | Bryan Langlitz, Tony Nunes, Dina Freberg |
| 54                    | 04               | Spirit of the Hawk | Spirit of the Hawk                                                                                 | Emma Gonzáles, Anatoliy O, Cadienne Obeng                                    | 3. November 2024                | Holger B. Frick (1) Esther Maaß & Steffen Hacker (2, 3) Benjamin R. Munz (4, 5)                                 | Andreas Irnstorfer (1) Benjamin Karalic (2) Marc Cushman & Susan Osborn (3) Robin Alting van Geusau (4) Carsten Vauth (5)                | |
| 54                    | 04               | Nächtlicher Besucher | Nocturnal Visitor                                                                                  | Belle Adams, Josh Breslow, Esther Maaß                                       | 3. November 2024                | Holger B. Frick (1) Esther Maaß & Steffen Hacker (2, 3) Benjamin R. Munz (4, 5)                                 | Andreas Irnstorfer (1) Benjamin Karalic (2) Marc Cushman & Susan Osborn (3) Robin Alting van Geusau (4) Carsten Vauth (5)                | |
| 54                    | 04               | Der elektrische Stuhl (1980 in South Carolina)                                                                                         | Electric Justice                                                                                   | Iman Crosson, Tahmus Rounds, Kelly Perine, Kovar McClure                     | 3. November 2024                | Holger B. Frick (1) Esther Maaß & Steffen Hacker (2, 3) Benjamin R. Munz (4, 5)                                 | Andreas Irnstorfer (1) Benjamin Karalic (2) Marc Cushman & Susan Osborn (3) Robin Alting van Geusau (4) Carsten Vauth (5)                | |
| 54                    | 04               | Die Spielhölle (Bekanntes Videospiel zur Erzeugung von Schläfern)                                                                      | The Arcade                                                                                         | Samantha Cormier, Brady Gentry, TJ Coughlin, McKenzie Kelly                  | 3. November 2024                | Holger B. Frick (1) Esther Maaß & Steffen Hacker (2, 3) Benjamin R. Munz (4, 5)                                 | Andreas Irnstorfer (1) Benjamin Karalic (2) Marc Cushman & Susan Osborn (3) Robin Alting van Geusau (4) Carsten Vauth (5)                | |
| 55                    | 05               | Rund um die Uhr geöffnet (Wiederkehrende Berichte über Zeitschleifen)                                                                  | |                                                                              | 3. November 2024                | Bennie Diez (1, 2) Marcel Walz (3) Aja Soudijan (4) Christoph Heimer (5)                                        | Bennie Diez (1, 2, 5) Christine Pepersack (3) Lasse Nolte (4)                                                                            | Spencer Mumford, Ezra Parter, Josh Emanuel, Victoria Jancke                                                                                      |
| 55                    | 05               | Der Beobachter (Familie im Staat New York erhielt Briefe seit 2014)                                                                    | | Fama Locke, Julien Cesario                                                   | 3. November 2024                | Bennie Diez (1, 2) Marcel Walz (3) Aja Soudijan (4) Christoph Heimer (5)                                        | Bennie Diez (1, 2, 5) Christine Pepersack (3) Lasse Nolte (4)                                                                            | |
| 55                    | 05               | Die Haushaltshilfen | | Heather Grace Hancock, Ginger Jacoby, Clara York                             | 3. November 2024                | Bennie Diez (1, 2) Marcel Walz (3) Aja Soudijan (4) Christoph Heimer (5)                                        | Bennie Diez (1, 2, 5) Christine Pepersack (3) Lasse Nolte (4)                                                                            | |
| 55                    | 05               | Falsch verbunden (Zwischen 2001 und 2005 in Australien)                                                                                | | Yessi Sanchez, Fabio La Fris, Betsy Mahsoul-Dahlson, Wayne Christian Long    | 3. November 2024                | Bennie Diez (1, 2) Marcel Walz (3) Aja Soudijan (4) Christoph Heimer (5)                                        | Bennie Diez (1, 2, 5) Christine Pepersack (3) Lasse Nolte (4)                                                                            | |
| 55                    | 05               | Das Mädchen im Nebel | | Parry Shen, Tim Halling, Cita Atwell, Gina DeCesare                          | 3. November 2024                | Bennie Diez (1, 2) Marcel Walz (3) Aja Soudijan (4) Christoph Heimer (5)                                        | Bennie Diez (1, 2, 5) Christine Pepersack (3) Lasse Nolte (4)                                                                            | |

## Synchronisation
Die deutschsprachige Synchronisation der Serie entstand in Berlin, zunächst durch die Michael Eiler Synchron GmbH und später durch die MME Studios. Die Dialogbücher schrieb Thomas Maria Lehmann.
Die deutsche Synchronstimme von James Brolin war Ernst Meincke. Jonathan Frakes wurde von Detlef Bierstedt, Michael Christian und Pat Zwingmann gesprochen.
Den Prolog („Können Sie Wahrheit und Lüge unterscheiden?“) sprachen Michael Brennicke (Staffeln 1 und 4–5) und Wolfgang Kühne (Staffeln 2 und 3).

## Rezeption
Die deutsche Kommission für Jugendmedienschutz der Landesmedienanstalten (KJM) stellte im Mai 2012 fest, dass X-Factor: Das Unfassbare durch die Vermischung von Wahrheit und Fiktion auf Kinder unter zwölf Jahren belastend wirke. Aus Sicht der KJM könne die Sendung diese in ihrer Entwicklung beeinträchtigen.

## DVD-Erscheinungen und Streams
Am 28. September 2006 wurden die 13 Folgen der vierten Staffel von X-Factor: Das Unfassbare auf DVD veröffentlicht. Es handelt sich um vier DVDs in einer Klappbox mit ungefähr zehn Stunden Spielzeit. Die DVD-Version von X-Factor: Das Unfassbare ist, abgesehen vom DVD-Menü, unverändert geblieben.
Im Jahr 2007 erschien die aus sechs Folgen bestehende erste Staffel unter dem Originaltitel Beyond Belief: Fact or Fiction in den USA auf DVD.
Nach der Ausstrahlung einer Episode auf RTL II ist diese für mehrere Wochen bei RTL+ als Stream abrufbar.
Außerdem sind seit März 2018 alle Staffeln von X-Factor: Das Unfassbare in den Vereinigten Staaten auf Amazon als Stream verfügbar.
In Deutschland ist die Serie derzeit bei Amazon und Pluto TV im Stream zu sehen.
Des Weiteren kann man sie auf Joyn kostenfrei anschauen.

## Weitere Serien

### X-Factor: Die fünfte Dimension
In X-Factor: Die fünfte Dimension (auch nach dem Logo X-Factor: Die 5. Dimension geschrieben; Originaltitel: The Paranormal Borderline) werden Berichte von mysteriösen Ereignissen gezeigt. Diese sind im Gegensatz zu den Filmen aus Das Unfassbare sachlich. Ein Beispiel sind oft auftauchende Videos von Yetis oder UFO-Erscheinungen, die von Überwachungskameras aufgenommen wurden, sowie Augenzeugenberichte.

### X-Factor: Wahre Lügen
X-Factor: Wahre Lügen war eine deutsche Sendung, die sich an X-Factor: Das Unfassbare orientierte. Hierfür wurden jeweils mehrere Beiträge aus der Rubrik Wahr oder falsch der Sendung SAM zusammengeschnitten. Während jedoch im amerikanischen Original fast ausschließlich von Geistern und unerklärlichen Ereignissen erzählt wurde, ging es in Wahre Lügen auch oftmals um ganz menschliche und harmlose, jedoch erstaunliche Begebenheiten (z. B. Feinschmeckerlokale für Hunde). Zudem wurden keine Geschichten als Kurzfilm mit Schauspielern nachgespielt, sondern eher in einem Pseudo-Dokumentarstil über die Geschichten berichtet, wobei Laiendarsteller als vermeintlich Beteiligte „interviewt“ wurden. Wie beim US-Vorbild wurden auch hier wahre Begebenheiten mit erfundenen Geschichten vermischt, so dass der Zuschauer raten konnte, welche Geschichte nun gänzlich erfunden war und welche auf einem wahren Kern fußte. Die Auflösung erfolgte am Ende der Sendung. Zuerst war Isabella Müller-Reinhardt die Moderatorin, sie wurde ab der zweiten Staffel von Thomas Fuchsberger abgelöst.

### X-Factor: Die wahre Dimension der Angst
X-Factor: Die wahre Dimension der Angst (Originaltitel: Scariest Places on Earth) wurde in Deutschland in unregelmäßigen Abständen von RTL II ausgestrahlt. Bei dieser von 2000 bis 2006 produzierten Sendung geht es um Orte, an denen es spuken soll, wie die Ohio University in Ohio, USA, oder Chillingham Castle in Großbritannien. Oft besucht eine Gruppe diesen besagten Ort und erkundet ihn auf paranormale Ereignisse. Die Sendung wird von Linda Blair moderiert.

### X-Factor: Das Unfassbare kehrt zurück
Anlässlich des 20-jährigen Jubiläums der Sendung am 4. November 2018 produzierte RTL II eine Hommage mit dem Namen X-Factor: Das Unfassbare kehrt zurück, die sich inhaltlich und am Stil der Originalserie orientierte. Diese Folgen werden von Detlef Bothe moderiert. Die Sendung erreichte gute Einschaltquoten, wurde von Kritikern in den Sozialen Medien aber regelrecht zerrissen.
Am 31. Oktober 2019 strahlte der Sender zwei weitere Episoden (0003 und 0004) des Formats aus.
Am 31. Oktober 2020 wurden zwei weitere Sendungen ausgestrahlt, wobei die Anzahl der präsentierten Geschichten von fünf auf vier reduziert wurde. Aufgrund des negativen Feedbacks wurde Detlef Bothe ab 2021 wieder durch Jonathan Frakes abgelöst und die ursprüngliche Sendung fortgesetzt.